# 2015
| [ Edytuj tabelę ]                                                | |
| Prezydent Polski                                                 | - 2010 Bronisław Komorowski 2015 - 2015 Andrzej Duda                                                                                                  |
| Premier Polski                                                   | - 2014 Ewa Kopacz 2015 - 2015 Beata Szydło 2017 |
| Prezydent Abchazji                                               | - 2014 Raul Chadżymba 2020 |
| Premier Abchazji                                                 | - 2014 Biesłan Butba 2015 - 2015 Szamil Adzynba (p.o.) 2015 - 2015 Artur Mikwabija 2016                                                               |
| Prezydent Afganistanu                                            | - 2014 Aszraf Ghani 2021 |
| Premier Afganistanu                                              | - 2014 Abdullah Abdullah 2020 |
| Prezydent Albanii                                                | - 2012 Bujar Nishani 2017 |
| Premier Albanii                                                  | - 2013 Edi Rama |
| Prezydent Algierii                                               | - 1999 Abd al-Aziz Buteflika 2019 |
| Premier Algierii                                                 | - 2014 Abd al-Malik Sallal 2017 |
| Współksiążęta Andory                                             | - 2003 Joan Enric Vives Sicília - 2012 François Hollande 2017                                                                                         |
| Premier Andory                                                   | - 2011 Antoni Martí 2019 |
| Prezydent Angoli                                                 | - 1979 José Eduardo dos Santos 2017 |
| Premier Antigui i Barbudy                                        | - 2014 Gaston Browne |
| Król Arabii Saudyjskiej                                          | - 2005 Abd Allah ibn Abd al-Aziz Al Su’ud 2015 - 2015 Salman ibn Abd al-Aziz Al Su’ud                                                                 |
| Prezydent Argentyny                                              | - 2007 Cristina Fernández de Kirchner 2015 - 2015 Mauricio Macri 2019                                                                                 |
| Prezydent Armenii                                                | - 2008 Serż Sarkisjan 2018 |
| Premier Armenii                                                  | - 2014 Howik Abrahamian 2016 |
| Premier Australii                                                | - 2013 Tony Abbott 2015 - 2015 Malcolm Turnbull 2018                                                                                                  |
| Prezydent Austrii                                                | - 2004 Heinz Fischer 2016 |
| Kanclerz Austrii                                                 | - 2008 Werner Faymann 2016 |
| Prezydent Azerbejdżanu                                           | - 2003 İlham Əliyev |
| Premier Azerbejdżanu                                             | - 2003 Artur Rasizadə 2018 |
| Premier Bahamów                                                  | - 2012 Perry Christie 2017 |
| Król Bahrajnu                                                    | - 2002 Hamad ibn Isa Al Chalifa |
| Premier Bahrajnu                                                 | - 1970 Chalifa ibn Salman Al Chalifa 2020 |
| Prezydent Bangladeszu                                            | - 2013 Abdul Hamid 2023 |
| Premier Bangladeszu                                              | - 2009 Sheikh Hasina 2024 |
| Premier Barbadosu                                                | - 2010 Freundel Stuart 2018 |
| Król Belgów                                                      | - 2013 Filip I |
| Premier Belgii                                                   | - 2014 Charles Michel 2019 |
| Premier Belize                                                   | - 2008 Dean Barrow 2020 |
| Prezydent Beninu                                                 | - 2006 Yayi Boni 2016 |
| Król Bhutanu                                                     | - 2006 Jigme Khesar Namgyel Wangchuck |
| Premier Bhutanu                                                  | - 2013 Tshering Tobgay 2018 |
| Prezydent Białorusi                                              | - 1994 Alaksandr Łukaszenka |
| Premier Białorusi                                                | - 2014 Andriej Kobiakow 2018 |
| Prezydent Boliwii                                                | - 2006 Evo Morales 2019 |
| Przewodniczący Prezydium Bośni i Hercegowiny                     | - 2014 Mladen Ivanić 2015 - 2015 Dragan Čović 2016 |
| Premier Bośni i Hercegowiny                                      | - 2012 Vjekoslav Bevanda 2015 - 2015 Denis Zvizdić 2019                                                                                               |
| Prezydent Botswany                                               | - 2008 Seretse Ian Khama 2018 |
| Prezydent Brazylii                                               | - 2011 Dilma Rousseff 2016 |
| Sułtan Brunei                                                    | - 1967 Hassanal Bolkiah |
| Prezydent Bułgarii                                               | - 2012 Rosen Plewneliew 2017 |
| Premier Bułgarii                                                 | - 2014 Bojko Borisow 2017 |
| Prezydent Burkiny Faso                                           | - 2014 Michel Kafando 2015 - 2015 Roch Marc Christian Kaboré 2022                                                                                     |
| Premier Burkiny Faso                                             | - 2014 Isaac Zida 2016 |
| Prezydent Burundi                                                | - 2005 Pierre Nkurunziza 2020 |
| Prezydent Chile                                                  | - 2014 Michelle Bachelet 2018 |
| Przewodniczący ChRL                                              | - 2013 Xi Jinping |
| Premier Chin                                                     | - 2013 Li Keqiang 2023 |
| Prezydent Chorwacji                                              | - 2010 Ivo Josipović 2015 - 2015 Kolinda Grabar-Kitarović 2020                                                                                        |
| Premier Chorwacji                                                | - 2011 Zoran Milanović 2016 |
| Prezydent Cypru                                                  | - 2013 Nikos Anastasiadis 2023 |
| Prezydent Cypru Północnego                                       | - 2010 Derviş Eroğlu 2015 - 2015 Mustafa Akıncı 2020                                                                                                  |
| Prezydent Czadu                                                  | - 1990 Idriss Déby 2021 |
| Premier Czadu                                                    | - 2013 Kalzeubet Pahimi Deubet 2016 |
| Prezydent Czarnogóry                                             | - 2006 Filip Vujanović 2018 |
| Premier Czarnogóry                                               | - 2012 Milo Đukanović 2016 |
| Prezydent Czech                                                  | - 2013 Miloš Zeman 2023 |
| Premier Czech                                                    | - 2014 Bohuslav Sobotka 2017 |
| Król Danii                                                       | - 1972 Małgorzata II 2024 |
| Premier Danii                                                    | - 2011 Helle Thorning-Schmidt 2015 - 2015 Lars Løkke Rasmussen 2019                                                                                   |
| Prezydent DR Konga                                               | - 2001 Joseph Kabila 2019 |
| Premier DR Konga                                                 | - 2012 Augustin Matata Ponyo 2016 |
| Dalajlama                                                        | - 1940 Tenzin Gjaco |
| Prezydent Dominikany                                             | - 2012 Danilo Medina 2020 |
| Prezydent Dominiki                                               | - 2013 Charles Savarin 2023 |
| Premier Dominiki                                                 | - 2004 Roosevelt Skerrit |
| Prezydent Dżibuti                                                | - 1999 Ismail Omar Guelleh |
| Premier Dżibuti                                                  | - 2013 Abdoulkader Kamil Mohamed |
| Prezydent Egiptu                                                 | - 2014 Abd al-Fattah as-Sisi |
| Premier Egiptu                                                   | - 2014 Ibrahim Mahlab 2015 - 2015 Szarif Isma’il 2018                                                                                                 |
| Prezydent Ekwadoru                                               | - 2007 Rafael Correa 2017 |
| Prezydent Erytrei                                                | - 1993 Isajas Afewerki |
| Prezydent Estonii                                                | - 2006 Toomas Hendrik Ilves 2016 |
| Premier Estonii                                                  | - 2014 Taavi Rõivas 2016 |
| Prezydent Etiopii                                                | - 2013 Mulatu Teshome 2018 |
| Premier Etiopii                                                  | - 2012 Hajlemarjam Desaleń 2018 |
| Przew. Komisji Europejskiej                                      | - 2014 Jean-Claude Juncker (Luksemburg) 2019 |
| Przew. Rady Europejskiej                                         | - 2014 Donald Tusk (Polska) 2019 |
| Prezydent Fidżi                                                  | - 2009 Epeli Nailatikau 2015 - 2015 George Konrote 2021                                                                                               |
| Premier Fidżi                                                    | - 2007 Frank Bainimarama 2022 |
| Prezydent Filipin                                                | - 2010 Benigno Aquino III 2016 |
| Prezydent Finlandii                                              | - 2012 Sauli Niinistö 2024 |
| Premier Finlandii                                                | - 2014 Alexander Stubb 2015 - 2015 Juha Sipilä 2019                                                                                                   |
| Prezydent Francji                                                | - 2012 François Hollande 2017 |
| Premier Francji                                                  | - 2014 Manuel Valls 2016 |
| Prezydent Gabonu                                                 | - 2009 Ali Bongo Ondimba 2023 |
| Premier Gabonu                                                   | - 2014 Daniel Ona Ondo 2016 |
| Prezydent Gambii                                                 | - 1994 Yahya Jammeh 2017 |
| Prezydent Ghany                                                  | - 2012 John Dramani Mahama 2017 |
| Prezydent Grecji                                                 | - 2005 Karolos Papulias 2015 - 2015 Prokopis Pawlopulos 2020                                                                                          |
| Premier Grecji                                                   | - 2012 Andonis Samaras 2015 - 2015 Aleksis Tsipras 2015 - 2015 Wasiliki Tanu 2015 - 2015 Aleksis Tsipras 2019                                         |
| Premier Grenady                                                  | - 2013 Keith Mitchell 2022 |
| Prezydent Gruzji                                                 | - 2013 Giorgi Margwelaszwili 2018 |
| Premier Gruzji                                                   | - 2013 Irakli Garibaszwili 2015 - 2015 Giorgi Kwirikaszwili 2018                                                                                      |
| Prezydent Gujany                                                 | - 2011 Donald Ramotar 2015 - 2015 David Granger 2020                                                                                                  |
| Premier Gujany                                                   | - 1999 Samuel Hinds 2015 - 2015 Moses Nagamootoo 2020                                                                                                 |
| Prezydent Gwatemali                                              | - 2012 Otto Pérez Molina 2015 - 2015 Alejandro Maldonado (p.o.) 2016                                                                                  |
| Prezydent Gwinei                                                 | - 2010 Alpha Condé 2021 |
| Premier Gwinei                                                   | - 2010 Mohamed Saïd Fofana 2015 - 2015 Mamady Youla 2018                                                                                              |
| Prezydent Gwinei Bissau                                          | - 2014 José Mário Vaz 2020 |
| Premier Gwinei Bissau                                            | - 2014 Domingos Simoes Pereira 2015 - 2015 Baciro Djá 2015 - 2015 Carlos Correia 2016                                                                 |
| Prezydent Gwinei Równikowej                                      | - 1979 Teodoro Obiang Nguema Mbasogo |
| Premier Gwinei Równikowej                                        | - 2012 Vicente Ehate Tomi 2016 |
| Prezydent Haiti                                                  | - 2011 Michel Martelly 2016 |
| Premier Haiti                                                    | - 2014 Florence Duperval Guillaume (p.o.) 2015 - 2015 Evans Paul 2016                                                                                 |
| Król Hiszpanii                                                   | - 2014 Filip VI |
| Premier Hiszpanii                                                | - 2011 Mariano Rajoy 2018 |
| Król Holandii                                                    | - 2013 Wilhelm-Aleksander |
| Premier Holandii                                                 | - 2010 Mark Rutte 2024 |
| Prezydent Hondurasu                                              | - 2014 Juan Orlando Hernández 2022 |
| Najwyższy przywódca Iranu                                        | - 1989 Ali Chamenei |
| Prezydent Iranu                                                  | - 2013 Hasan Rouhani 2021 |
| Prezydent Iraku                                                  | - 2014 Fu’ad Masum 2018 |
| Premier Iraku                                                    | - 2014 Hajdar al-Abadi 2018 |
| Prezydent Indii                                                  | - 2012 Pranab Mukherjee 2017 |
| Premier Indii                                                    | - 2014 Narendra Modi |
| Prezydent Indonezji                                              | - 2014 Joko Widodo 2024 |
| Prezydent Irlandii                                               | - 2011 Michael D. Higgins |
| Premier Irlandii                                                 | - 2011 Enda Kenny 2017 |
| Prezydent Islandii                                               | - 1996 Ólafur Ragnar Grímsson 2016 |
| Premier Islandii                                                 | - 2013 Sigmundur Davíð Gunnlaugsson 2016 |
| Prezydent Izraela                                                | - 2014 Re’uwen Riwlin 2021 |
| Premier Izraela                                                  | - 2009 Binjamin Netanjahu 2021 |
| Premier Jamajki                                                  | - 2012 Portia Simpson-Miller 2016 |
| Cesarz Japonii                                                   | - 1989 Akihito 2019 |
| Premier Japonii                                                  | - 2012 Shinzō Abe 2020 |
| Prezydent Jemenu                                                 | - 2012 Abd Rabbuh Mansur Hadi 2022 |
| Król Jordanii                                                    | - 1999 Abd Allah II |
| Premier Jordanii                                                 | - 2012 Abd Allah an-Nusur 2016 |
| Król Kambodży                                                    | - 2004 Norodom Sihamoni |
| Premier Kambodży                                                 | - 1993 Hun Sen 2023 |
| Prezydent Kamerunu                                               | - 1982 Paul Biya |
| Premier Kamerunu                                                 | - 2009 Philémon Yang 2019 |
| Premier Kanady                                                   | - 2006 Stephen Harper 2015 - 2015 Justin Trudeau 2025                                                                                                 |
| Prezydent Górskiego Karabachu                                    | - 2007 Bako Sahakian 2020 |
| Emir Kataru                                                      | - 2013 Tamim ibn Hamad |
| Premier Kataru                                                   | - 2013 Abd Allah ibn Nasir ibn Chalifa 2020 |
| Prezydent Kazachstanu                                            | - 1991 Nursułtan Nazarbajew 2019 |
| Premier Kazachstanu                                              | - 2014 Kärym Mäsymow 2016 |
| Prezydent Kenii                                                  | - 2013 Uhuru Kenyatta 2022 |
| Prezydent Kirgistanu                                             | - 2011 Ałmazbek Atambajew 2017 |
| Premier Kirgistanu                                               | - 2014 Dżoomart Otorbajew 2015 - 2015 Temir Sarijew 2016                                                                                              |
| Prezydent Kiribati                                               | - 2013 Anote Tong 2016 |
| Prezydent Kolumbii                                               | - 2010 Juan Manuel Santos 2018 |
| Prezydent Konga                                                  | - 1997 Denis Sassou-Nguesso |
| Patriarcha Konstantynopola                                       | - 1991 Bartłomiej I |
| Prezydent Korei Południowej                                      | - 2013 Park Geun-hye 2017 |
| Premier Korei Południowej                                        | - 2013 Jung Hong-won 2015 - 2015 Lee Wan-koo 2015 - 2015 Choi Kyoung-hwan (p.o.) 2015 - 2015 Hwang Kyo-ahn 2017                                       |
| Prezydent KRLD                                                   | - 1998 Kim Il Sŏng („Wieczny Prezydent”) 2019 |
| Najwyższy Przywódca KRLD                                         | - 2011 Kim Dzong Un |
| Premier KRLD                                                     | - 2013 Pak Pong Ju 2019 |
| Prezydent Kosowa                                                 | - 2011 Atifete Jahjaga 2016 |
| Premier Kosowa                                                   | - 2014 Isa Mustafa 2017 |
| Prezydent Kostaryki                                              | - 2014 Luis Guillermo Solís Rivera 2018 |
| Przewodniczący Rady Państwa Kuby                                 | - 2008 Raúl Castro 2018 |
| Emir Kuwejtu                                                     | - 2006 Sabah IV 2020 |
| Premier Kuwejtu                                                  | - 2011 Jaber Al-Mubarak Al-Hamad Al-Sabah 2019 |
| Prezydent Laosu                                                  | - 2006 Choummaly Sayasone 2016 |
| Król Lesotho                                                     | - 1996 Letsie III |
| Premier Lesotho                                                  | - 2012 Tom Thabane 2015 - 2012 Pakalitha Mosisili 2017                                                                                                |
| Prezydent Libanu                                                 | - 2014 Tammam Salam (p.o.) 2016 |
| Premier Libanu                                                   | - 2014 Tammam Salam 2016 |
| Prezydent Liberii                                                | - 2006 Ellen Johnson-Sirleaf 2018 |
| Przywódca Libii                                                  | - 2014 Akila Salih Isa 2016 |
| Premier Libii                                                    | - 2014 Abd Allah as-Sani 2021 - 2014 Umar al-Hasi (p.o.) 2015 - 2015 Chalifa al-Ghuwajl (p.o.) 2016                                                   |
| Książę Liechtensteinu                                            | - 1989 Jan Adam II |
| Premier Liechtensteinu                                           | - 2013 Adrian Hasler 2021 |
| Prezydent Litwy                                                  | - 2009 Dalia Grybauskaitė 2019 |
| Premier Litwy                                                    | - 2012 Algirdas Butkevičius 2016 |
| Wielki książę Luksemburga                                        | - 2000 Henryk |
| Premier Luksemburga                                              | - 2013 Xavier Bettel 2023 |
| Prezydent Łotwy                                                  | - 2011 Andris Bērziņš 2015 - 2015 Raimonds Vējonis 2019                                                                                               |
| Premier Łotwy                                                    | - 2014 Laimdota Straujuma 2016 |
| Prezydent Macedonii                                              | - 2009 Ǵorge Iwanow 2019 |
| Premier Macedonii                                                | - 2006 Nikoła Gruewski 2016 |
| Prezydent Madagaskaru                                            | - 2014 Hery Rajaonarimampianina 2018 |
| Premier Madagaskaru                                              | - 2014 Roger Kolo 2015 - 2015 Jean Ravelonarivo 2016                                                                                                  |
| Prezydent Malawi                                                 | - 2014 Peter Mutharika 2020 |
| Prezydent Malediwów                                              | - 2013 Abdullah Jamin 2018 |
| Premier Malezji                                                  | - 2009 Najib Razak 2018 |
| Prezydent Mali                                                   | - 2013 Ibrahim Boubacar Keïta 2020 |
| Premier Mali                                                     | - 2014 Moussa Mara 2015 - 2015 Modibo Keïta 2017 |
| Prezydent Malty                                                  | - 2014 Marie-Louise Coleiro Preca 2019 |
| Premier Malty                                                    | - 2013 Joseph Muscat 2020 |
| Król Maroka                                                      | - 1999 Muhammad VI |
| Premier Maroka                                                   | - 2011 Abdelilah Benkirane 2017 |
| Prezydent Mauretanii                                             | - 2009 Muhammad uld Abd al-Aziz 2019 |
| Premier Mauretanii                                               | - 2014 Jahja wuld Haddamin 2018 |
| Prezydent Mauritiusa                                             | - 2012 Rajkeswur Purryag 2015 - 2015 Monique Ohsan-Bellepeau (tym.) 2015 - 2015 Ameenah Gurib-Fakim 2018                                              |
| Premier Mauritiusa                                               | - 2014 Anerood Jugnauth 2017 |
| Prezydent Meksyku                                                | - 2012 Enrique Peña Nieto 2018 |
| Prezydent Mikronezji                                             | - 2007 Manny Mori 2015 - 2015 Peter Christian 2019 |
| Prezydent Mjanmy                                                 | - 2011 Thein Sein 2016 |
| Prezydent Mołdawii                                               | - 2012 Nicolae Timofti 2016 |
| Premier Mołdawii                                                 | - 2013 Iurie Leancă 2015 - 2015 Chiril Gaburici 2015 - 2015 Natalia Gherman (p.o.) 2015 - 2015 Valeriu Streleț 2015 - 2015 Gheorghe Brega (p.o.) 2016 |
| Książę Monako                                                    | - 2005 Albert II |
| Minister stanu Monako                                            | - 2010 Michel Roger 2015 |
| Prezydent Mongolii                                               | - 2009 Cachiagijn Elbegdordż 2017 |
| Premier Mongolii                                                 | - 2014 Czimedijn Sajchanbileg 2016 |
| Prezydent Mozambiku                                              | - 2005 Armando Guebuza 2015 - 2015 Filipe Nyusi 2025                                                                                                  |
| Premier Mozambiku                                                | - 2012 Alberto Vaquina 2015 - 2015 Carlos Agostinho do Rosário 2022                                                                                   |
| Prezydent Naddniestrza                                           | - 2011 Jewgienij Szewczuk 2016 |
| Prezydent Namibii                                                | - 2005 Hifikepunye Pohamba 2015 - 2015 Hage Geingob 2024                                                                                              |
| Premier Namibii                                                  | - 2012 Hage Geingob 2015 - 2015 Saara Kuugongelwa 2025                                                                                                |
| Sekretarz generalny NATO                                         | - 2014 Jens Stoltenberg (Norwegia) 2024 |
| Prezydent Nauru                                                  | - 2013 Baron Waqa 2019 |
| Prezydent Nepalu                                                 | - 2008 Ram Baran Yadav 2015 - 2015 Bidhya Devi Bhandari 2023                                                                                          |
| Premier Nepalu                                                   | - 2014 Sushil Koirala 2015 - 2015 Khadga Prasad Oli 2016                                                                                              |
| Prezydent Niemiec                                                | - 2012 Joachim Gauck 2017 |
| Kanclerz Niemiec                                                 | - 2005 Angela Merkel 2021 |
| Prezydent Nigru                                                  | - 2011 Mahamadou Issoufou 2021 |
| Premier Nigru                                                    | - 2011 Brigi Rafini 2021 |
| Prezydent Nigerii                                                | - 2010 Goodluck Jonathan 2015 - 2015 Muhammadu Buhari 2023                                                                                            |
| Prezydent Nikaragui                                              | - 2007 Daniel Ortega 2025 |
| Król Norwegii                                                    | - 1991 Harald V |
| Premier Norwegii                                                 | - 2013 Erna Solberg 2021 |
| Premier Nowej Zelandii                                           | - 2008 John Key 2016 |
| Prezydent Osetii Południowej                                     | - 2012 Leonid Tibiłow 2017 |
| Sułtan Omanu                                                     | - 1970 Kabus ibn Sa’id 2020 |
| Sekretarz generalny ONZ                                          | - 2007 Ban Ki-moon (Korea Południowa) 2016 |
| Prezydent Pakistanu                                              | - 2013 Mamnun Husajn 2018 |
| Premier Pakistanu                                                | - 2013 Nawaz Sharif 2017 |
| Prezydent Palau                                                  | - 2013 Tommy Remengesau 2021 |
| Prezydent Palestyny                                              | - 2013 Mahmud Abbas |
| Premier Palestyny                                                | - 2013 Rami Hamd Allah 2019 |
| Prezydent Panamy                                                 | - 2014 Juan Carlos Varela 2019 |
| Papież                                                           | - 2013 Franciszek |
| Premier Papui-Nowej Gwinei                                       | - 2011 Peter O’Neill 2019 |
| Prezydent Paragwaju                                              | - 2013 Horacio Cartes 2018 |
| Prezydent Peru                                                   | - 2011 Ollanta Humala 2016 |
| Premier Peru                                                     | - 2014 Ana Jara 2015 - 2015 Pedro Cateriano 2016 |
| Prezydent Południowej Afryki                                     | - 2009 Jacob Zuma 2018 |
| Prezydent Portugalii                                             | - 2006 Aníbal Cavaco Silva 2016 |
| Premier Portugalii                                               | - 2011 Pedro Passos Coelho 2015 - 2015 António Costa 2024                                                                                             |
| Sekretarz generalny Rady Europy                                  | - 2009 Thorbjørn Jagland (Norwegia) 2019 |
| Premier Republiki Środkowoafrykańskiej                           | - 2014 Mahamat Kamoun 2016 |
| Prezydent Republiki Zielonego Przylądka                          | - 2011 Jorge Carlos Fonseca 2021 |
| Premier Republiki Zielonego Przylądka                            | - 2001 José Maria Neves 2016 |
| Prezydent Rosji                                                  | - 2012 Władimir Putin |
| Premier Rosji                                                    | - 2012 Dmitrij Miedwiediew 2020 |
| Prezydent Rumunii                                                | - 2014 Klaus Iohannis 2025 |
| Premier Rumunii                                                  | - 2012 Victor Ponta 2015 - 2015 Dacian Cioloș 2017 |
| Prezydent Rwandy                                                 | - 2000 Paul Kagame |
| Premier Rwandy                                                   | - 2014 Anastase Murekezi 2017 |
| Premier Saint Kitts i Nevis                                      | - 1995 Denzil Douglas 2015 - 2015 Timothy Harris 2022                                                                                                 |
| Premier Saint Lucia                                              | - 2011 Kenny Anthony 2016 |
| Premier Saint Vincent i Grenadyn                                 | - 2001 Ralph Gonsalves |
| Prezydent Salwadoru                                              | - 2014 Salvador Sánchez Cerén 2019 |
| O le Ao o le Malo Samoa                                          | - 2007 Tupua Tamasese Tupuola Tufuga Efi 2017 |
| Premier Samoa                                                    | - 1998 Tuilaʻepa Sailele Malielegaoi 2021 |
| Kapitanowie Regenci San Marino                                   | - 2014 Gian Franco Terenzi Guerrino Zanotti 2015 - 2015 Andrea Belluzzi Roberto Venturini 2015 - 2015 Lorella Stefanelli Nicola Renzi 2016            |
| Sekretarz Stanu do spraw Politycznych i Zagranicznych San Marino | - 2012 Pasquale Valentini 2016 |
| Prezydent Senegalu                                               | - 2012 Macky Sall 2024 |
| Premier Senegalu                                                 | - 2014 Mohamed Dionne 2019 |
| Prezydent Serbii                                                 | - 2012 Tomislav Nikolić 2017 |
| Premier Serbii                                                   | - 2014 Aleksandar Vučić 2017 |
| Prezydent Seszeli                                                | - 2004 James Michel 2016 |
| Prezydent Sierra Leone                                           | - 2007 Ernest Bai Koroma 2018 |
| Prezydent Singapuru                                              | - 2011 Tony Tan Keng Yam 2017 |
| Premier Singapuru                                                | - 2004 Lee Hsien Loong 2024 |
| Prezydent Słowacji                                               | - 2014 Andrej Kiska 2019 |
| Premier Słowacji                                                 | - 2012 Robert Fico 2018 |
| Prezydent Słowenii                                               | - 2012 Borut Pahor 2022 |
| Premier Słowenii                                                 | - 2014 Miro Cerar 2018 |
| Prezydent Somalii                                                | - 2012 Hassan Sheikh Mohamud 2017 |
| Premier Somalii                                                  | - 2014 Omar Abdirashid Ali Sharmarke 2017 |
| Prezydent Sri Lanki                                              | - 2005 Mahinda Rajapaksa 2015 - 2015 Maithripala Sirisena 2019                                                                                        |
| Premier Sri Lanki                                                | - 2010 D.M. Jayaratne 2015 - 2015 Ranil Wickremesinghe 2018                                                                                           |
| Król Suazi                                                       | - 1986 Ntombi (współpanująca) 2018 - 1986 Mswati III 2018                                                                                             |
| Premier Suazi                                                    | - 2008 Barnabas Sibusiso Dlamini 2018 |
| Prezydent Sudanu                                                 | - 1989 Umar al-Baszir 2019 |
| Prezydent Sudanu Południowego                                    | - 2011 Salva Kiir Mayardit |
| Prezydent Surinamu                                               | - 2010 Dési Bouterse 2020 |
| Prezydent Syrii                                                  | - 2000 Baszszar al-Asad 2024 |
| Premier Syrii                                                    | - 2012 Wa’il al-Halki 2016 |
| Prezydent Szwajcarii                                             | - 2015 Simonetta Sommaruga 2015 |
| Król Szwecji                                                     | - 1973 Karol XVI Gustaw |
| Premier Szwecji                                                  | - 2014 Stefan Löfven 2021 |
| Prezydent Tadżykistanu                                           | - 1994 Emomali Rahmon |
| Premier Tadżykistanu                                             | - 2013 Kohir Rasulzoda |
| Król Tajlandii                                                   | - 1946 Bhumibol Adulyadej 2016 |
| Premier Tajlandii                                                | - 2014 Prayuth Chan-ocha 2023 |
| Prezydent Tajwanu                                                | - 2008 Ma Ying-jeou 2016 |
| Prezydent Tanzanii                                               | - 2005 Jakaya Kikwete 2015 - 2015 John Magufuli 2021                                                                                                  |
| Premier Tanzanii                                                 | - 2008 Mizengo Pinda 2015 - 2015 Kassim Majaliwa |
| Prezydent Timoru Wschodniego                                     | - 2012 Taur Matan Ruak 2017 |
| Premier Timoru Wschodniego                                       | - 2007 Xanana Gusmão 2015 - 2015 Rui Maria de Araújo 2018                                                                                             |
| Prezydent Togo                                                   | - 2005 Faure Gnassingbé |
| Premier Togo                                                     | - 2012 Kwesi Ahoomey-Zunu 2015 - 2015 Komi Sélom Klassou 2020                                                                                         |
| Król Tonga                                                       | - 2012 Tupou VI |
| Premier Tonga                                                    | - 2014 ʻAkilisi Pohiva 2019 |
| Prezydent Trynidadu i Tobago                                     | - 2013 Anthony Carmona 2018 |
| Premier Trynidadu i Tobago                                       | - 2010 Kamla Persad-Bissessar 2015 - 2015 Keith Rowley                                                                                                |
| Prezydent Tunezji                                                | - 2014 Al-Badżi Ka’id as-Sibsi 2019 |
| Premier Tunezji                                                  | - 2014 Mahdi Dżuma 2015 - 2015 Al-Habib as-Sid 2016                                                                                                   |
| Prezydent Turcji                                                 | - 2014 Recep Tayyip Erdoğan |
| Premier Turcji                                                   | - 2014 Ahmet Davutoğlu 2016 |
| Prezydent Turkmenistanu                                          | - 2006 Gurbanguly Berdimuhamedow 2022 |
| Prezydent Ugandy                                                 | - 1986 Yoweri Museveni |
| Premier Ugandy                                                   | - 2014 Ruhakana Rugunda 2021 |
| Prezydent Ukrainy                                                | - 2014 Petro Poroszenko 2019 |
| Premier Ukrainy                                                  | - 2014 Arsenij Jaceniuk 2016 |
| Prezydent Urugwaju                                               | - 2010 José Mujica 2015 - 2015 Tabaré Vázquez 2020 |
| Prezydent USA                                                    | - 2009 Barack Obama 2017 |
| Prezydent Uzbekistanu                                            | - 1991 Islom Karimov 2016 |
| Premier Uzbekistanu                                              | - 2003 Shavkat Mirziyoyev 2016 |
| Prezydent Vanuatu                                                | - 2014 Baldwin Lonsdale 2017 |
| Premier Vanuatu                                                  | - 2014 Joe Natuman 2015 - 2015 Sato Kilman 2016 |
| Prezydent Wenezueli                                              | - 2013 Nicolás Maduro |
| Prezydent Węgier                                                 | - 2012 János Áder 2022 |
| Premier Węgier                                                   | - 2010 Viktor Orbán |
| Monarcha Wielkiej Brytanii                                       | - 1952 Elżbieta II 2022 |
| Premier Wielkiej Brytanii                                        | - 2010 David Cameron 2016 |
| Prezydent Wietnamu                                               | - 2011 Trương Tấn Sang 2016 |
| Premier Wietnamu                                                 | - 2006 Nguyễn Tấn Dũng 2016 |
| Prezydent Włoch                                                  | - 2006 Giorgio Napolitano 2015 - 2015 Sergio Mattarella                                                                                               |
| Premier Włoch                                                    | - 2014 Matteo Renzi 2016 |
| Prezydent WKS                                                    | - 2010 Alassane Ouattara |
| Premier WKS                                                      | - 2012 Daniel Kablan Duncan 2017 |
| Prezydent Wysp Marshalla                                         | - 2012 Christopher Loeak 2016 |
| Prezydent Wysp Świętego Tomasza i Książęcej                      | - 2011 Manuel Pinto da Costa 2016 |
| Prezydent Zambii                                                 | - 2014 Guy Scott 2015 - 2015 Edgar Lungu 2021 |
| Prezydent Zimbabwe                                               | - 1987 Robert Mugabe 2017 |
| Prezydent ZEA                                                    | - 2004 Chalifa ibn Zajid Al Nahajjan 2022 |
| Premier ZEA                                                      | - 2006 Muhammad ibn Raszid al-Maktum |

Rok 2015 / MMXV
stulecia: XX wiek ~
XXI wiek ~
XXII wiek

dziesięciolecia:
1980–1989 •
1990–1999 •
2000–2009 •
2010–2019
• 2020–2029

lata: 2005 «
2010 «
2011 «
2012 «
2013 «
2014 «
2015
» 2016
» 2017
» 2018
» 2019
» 2020
» 2025

## Rok 2015 ogłoszono
- Rokiem św. Jana Pawła II (w 10 rocznicę śmierci)[1][2]
- Rokiem Jana Długosza (w 600 rocznicę urodzin)[1][3]
- Rokiem Polskiego Teatru (w 250 rocznicę powstania Teatru Narodowego w Warszawie)[4][5]
- Międzynarodowym Rokiem Światła i Technologii Wykorzystujących Światło[6]
- Rokiem Współpracy Rozwojowej[7]
- Rokiem Jana Potockiego[8]
- Rokiem Gniezna – Miasta Królów[9]
- Rokiem Pamięci Ofiar Tragedii Górnośląskiej 1945[10]
- Rokiem Kazimierza Paździora[11]
- Międzynarodowym Rokiem Gleb[12][13]

## Wydarzenia w Polsce

### Styczeń
- 1 stycznia:
  - Chocz (województwo wielkopolskie) i Stopnica (województwo świętokrzyskie) uzyskały prawa miejskie[14].
  - Zielona Góra powiększyła się o obszar gminy Zielona Góra, przez co stała się szóstym miastem w kraju pod względem powierzchni[14][15].
- 11 stycznia – XXIII finał Wielkiej Orkiestry Świątecznej Pomocy.
- 8–18 stycznia – protesty górników na Górnym Śląsku[16].
- 22 stycznia – w wyniku rozłamu w KNP powstała partia polityczna KORWiN[17].

### Luty
- 4 lutego – marszałek Sejmu Radosław Sikorski ustanowił datę wyborów prezydenckich na 10 maja[18].
- 5 lutego – prezydent Bronisław Komorowski ogłosił swój start o reelekcję w wyborach prezydenckich w 2015[19].

### Marzec
- 8 marca – otwarcie pierwszego odcinka drugiej linii warszawskiego metra[20].

### Kwiecień
- 16 kwietnia – TVN Fabuła zostaje uruchomione o godz. 21:00[21].

### Maj
- 10 maja – I tura wyborów prezydenckich. Żaden z kandydatów nie uzyskał minimum połowy głosów, do II tury przeszli Bronisław Komorowski i Andrzej Duda[22].
- 24 maja – II tura wyborów prezydenckich; kandydat PiS Andrzej Duda zwyciężył w wyborach otrzymując 51,55% głosów ważnych (8 630 627 głosów), pokonując urzędującego prezydenta Bronisława Komorowskiego, który otrzymał 48,45% głosów ważnych (8 112 311 głosów)[23].
- 29 maja – wypadek wiatrakowca pod Brzegiem Dolnym, w którym zginął pilot maszyny[24].
- 31 maja – na warszawskiej hali Torwar odbyła się konwencja założycielska partii politycznej Nowoczesna[25], której przewodniczącym został Ryszard Petru.

### Czerwiec
- 8 czerwca – przez południe Polski przeszła trąba powietrzna.
- 15 czerwca – w Grodzisku Mazowieckim odsłonięto Pomnik Kolejarza[26].
- 23 czerwca – Radosław Sikorski ustąpił ze stanowiska marszałka Sejmu RP[27].
- 25 czerwca – Małgorzata Kidawa-Błońska została wybrana na stanowisko marszałka Sejmu RP[28]; Sejm uchwalił nową ustawę o Trybunale Konstytucyjnym[29].

### Lipiec
- 19 lipca – potężna nawałnica, gwałtowne burze i intensywne opady deszczu. Zmarła 1 osoba, a 14 zostało rannych.
- 23 lipca – Irena Doroszkiewicz, jako pierwsza kobieta – oficer Policji odebrała z rąk Prezydenta RP akt mianowania na stopnień nadinspektora Policji[30].
- 24 lipca – Sejm uchwalił nową ustawę – Prawo o zgromadzeniach[31].

### Sierpień
- 6 sierpnia – koniec prezydentury Bronisława Komorowskiego. Andrzej Duda został zaprzysiężony na urząd prezydenta RP i objął zwierzchnictwo nad Siłami Zbrojnymi RP[32].

### Wrzesień
- 6 września – przeprowadzono referendum ogólnokrajowe. Frekwencja wyniosła 7,80%[33].

### Październik
- 1 października – w Filharmonii Narodowej rozpoczął się XVII Międzynarodowy Konkurs Pianistyczny im. Fryderyka Chopina w Warszawie, w którym wzięło udział 78 pianistów z 20 państw.
- 21 października – Cho Seong-jin z Korei Południowej zdobył złoty medal w XVII Międzynarodowym Konkursie Pianistycznym im. Fryderyka Chopina w Warszawie.
- 25 października – odbyły się wybory parlamentarne w Polsce. Do Sejmu weszło 5 partii. Po raz pierwszy od 1989 roku zwycięski komitet wyborczy, PiS który zdobył 37,58% (235 mandatów), zdobył większość umożliwiającą sformowanie samodzielnego rządu, do Sejmu dostały się także: PO, Kukiz’15, Nowoczesna i PSL, a poza parlamentem znalazła się lewica[34].

### Listopad
- 12 listopada:
  - pierwsze posiedzenie Sejmu VIII kadencji i Senatu IX kadencji.
  - prezydent Andrzej Duda przyjął dymisję premier Ewy Kopacz i jej rządu.
  - Marszałka Sejmu wybrano Marka Kuchcińskiego (PiS), a na Marszałka Senatu – Stanisława Karczewskiego (również PiS).
- 16 listopada – zaprzysiężenie Rady Ministrów Beaty Szydło i inauguracyjne posiedzenie rządu[35].
- 22/23 listopada – zaginięcie Ewy Tylman[36].

### Grudzień
- 30 grudnia – Sejm RP uchwalił nowelizację ustawy o radiofonii i telewizji, na mocy której od Krajowej Rady Radiofonii i Telewizji (KRRiT) kompetencje organu powołującego i odwołującego zarządy i rady nadzorcze Telewizji Polskiej i Polskiego Radia przejęło Ministerstwo Skarbu Państwa i wygaszającą kadencje dotychczasowych zarządów TVP i PR[37].

## Wydarzenia na świecie

### Styczeń
- 1 stycznia:
  - Łotwa objęła prezydencję w Unii Europejskiej.
  - Litwa weszła do strefy euro.
  - powołano Euroazjatycką Unię Gospodarczą.
- 7 stycznia – zamach na redakcję Charlie Hebdo w Paryżu.
- 3–8 stycznia – masakra w Baga, której sprawcą jest organizacja terrorystyczna Boko Haram.
- 13 stycznia – 12 osób zginęło, a 18 zostało rannych w ataku na autobus z ukraińskimi cywilami pod Wołnowachą, dokonanym przez siły Donieckiej Republiki Ludowej.
- 15 stycznia – po decyzji Szwajcarskiego Banku Narodowego, który ogłosił zaprzestanie bronienia kursu franka szwajcarskiego frank umocnił się wobec innych walut o kilkanaście procent.

### Luty
- 4 lutego – katastrofa lotu TransAsia Airways 235 na Tajwanie.
- 22 lutego:
  - cztery Oscary, w tym za najlepszy film, otrzymał Birdman w reżyserii Alejandra Gonzáleza Iñárritu. W kategorii najlepszego filmu nieanglojęzycznego zwyciężył polski dramat Ida w reżyserii Pawła Pawlikowskiego.
  - 4 osoby zginęły, a 9 zostało rannych w zamachu na marszu jedności w Charkowie, dokonanym przez dywersantów współpracujących z rosyjskimi służbami specjalnymi.
- 27 lutego – w Moskwie został zastrzelony rosyjski polityk opozycyjny Boris Niemcow.

### Marzec
- 1 marca – Estońska Partia Reform premiera Taaviego Rõivasa zwyciężyła w wyborach parlamentarnych.
- 7 marca – bezzałogowa sonda kosmiczna Dawn weszła na orbitę wokół planetoidy Ceres.
- 18 marca – atak terrorystyczny na Muzeum Bardo w Tunisie. Zginęły co najmniej 23 osoby, w tym 20 obcokrajowców (w tym 3 Polaków).
- 20 marca – całkowite zaćmienie Słońca, w Polsce widoczne jako zaćmienie częściowe.
- 24 marca – katastrofa lotu Germanwings 9525.
- 26 marca – matematycy John Forbes Nash i Louis Nirenberg otrzymali Nagrodę Abela za wkład w teorię cząstkowych równań różniczkowych.
- 29 marca:
  - Islom Karimov został ponownie wybrany na urząd prezydenta Uzbekistanu.
  - po wyborach prezydenckich w Nigerii i wyborze Muhammada Buhari opozycja po raz pierwszy w historii kraju przejęła władzę.

### Kwiecień
- 2 kwietnia:
  - podczas zamachu terrorystycznego na kampus uniwersytetu w Kenii zginęło ponad 150 osób.
  - podpisano wstępną umowę między Iranem a sześcioma innymi krajami dotyczącą irańskiego programu nuklearnego.
- 11 kwietnia – w Panamie doszło do historycznego spotkania Baracka Obamy i Raúla Castro.
- 16 kwietnia – 33 osoby zginęły, a około 6000 zostało bez dachu nad głową po pożarach na Syberii.
- 18 kwietnia – w katastrofie kutra w Cieśninie Sycylijskiej zginęły co najmniej 24 osoby, a 700-900 uznano za zaginionych.
- 19 kwietnia – opozycyjna Partia Centrum zwyciężyła w wyborach parlamentarnych w Finlandii.
- 25 kwietnia – Nepal nawiedziło trzęsienie ziemi o sile 7,8 stopni w skali Richtera.
- 26 kwietnia – w wyborach prezydenckich w Cyprze Północnym zwyciężył Mustafa Akıncı.
- 30 kwietnia – sonda kosmiczna MESSENGER, badająca Merkurego, po jedenastu latach misji rozbiła się na powierzchni planety.

### Maj
- 2 maja – narodziny córki księcia Wilhelma i Kate.
- 7 maja – w wyborach parlamentarnych do Izby Gmin w Wielkiej Brytanii zwyciężyła Partia Konserwatywna Davida Camerona.
- 14 maja – niemiecki polityk, przewodniczący Parlamentu Europejskiego Martin Schulz otrzymał Nagrodę Karola Wielkiego.
- 15 maja – naukowcy odkryli, że strojnik podtrzymuje temperaturę ciała, co czyni go pierwszą znaną rybą stałocieplną.
- 22 maja – Irlandia stała się pierwszym krajem na świecie, gdzie legalizacja małżeństw osób tej samej płci odbyła się poprzez referendum.
- 23 maja – zwycięzcą Konkursu Piosenki Eurowizji został Måns Zelmerlöw z piosenką Heroes.
- Maj – upały w Indiach spowodowały śmierć ponad 2000 osób.

### Czerwiec
- 3 czerwca – nowym prezydentem Łotwy został wybrany Raimonds Vējonis, dotychczasowy minister obrony.
- 9 czerwca – prezydent Turcji Recep Tayyip Erdoğan przyjął dymisję rządu premiera Ahmeta Davutoglu, w związku z tym, że w wyborach 7 czerwca rządząca Partia Sprawiedliwości i Rozwoju straciła większość parlamentarną.
- 13 czerwca – szwedzki książę, Karol Filip Bernadotte, wziął ślub z modelką, Zofią Hellqvist, w kaplicy Pałacu Królewskiego w Sztokholmie.
- 17 czerwca – w kościele w Charleston w Karolinie Południowej 21-letni Dylann Roof zastrzelił 9 osób, a jedną zranił. Następnego dnia został zatrzymany przez policję.
- 18 czerwca – Lionel Zinsou został premierem Beninu.
- 22 czerwca – Natalia Gherman została p.o. premiera Mołdawii.
- 26 czerwca:
  - w samobójczym zamachu bombowym na meczet w mieście Kuwejt zginęło 27 osób, a 227 zostało rannych.
  - w zamachu na plaży w tunezyjskim kurorcie Susa zginęło 39 osób (w tym napastnik), a 36 zostało rannych.
  - Sąd Najwyższy Stanów Zjednoczonych zalegalizował małżeństwa osób tej samej płci w całym kraju.
- 27 czerwca – 15 osób zginęło, a 497 zostało rannych w wyniku eksplozji i pożaru w parku rozrywki w Nowym Tajpej na Tajwanie.
- 28 czerwca – Lars Løkke Rasmussen po raz drugi objął urząd premiera Danii.
- 29 czerwca – rakieta Falcon 9 z ładunkiem dla Międzynarodowej Stacji Kosmicznej eksplodowała krótko po starcie z bazy wojsk lotniczych na przylądku Canaveral na Florydzie.
- 30 czerwca – obchodzono po raz pierwszy dzień asteroid.
- 12 czerwca – premiera filmu Jurassic World, kontynuacji filmu Park Jurajski III.

### Lipiec
- 1 lipca – Luksemburg objął prezydencję w Unii Europejskiej.
- 5 lipca – w przeprowadzonym w Grecji referendum większość głosujących (ponad 61% spośród głosów ważnych) opowiedziała się za odrzuceniem porozumienia finansowego zaproponowanego przez Komisję Europejską, Europejski Bank Centralny i Międzynarodowy Fundusz Walutowy.
- 14 lipca:
  - sonda New Horizons po dziewięciu latach lotu dotarła w okolice Plutona.
  - eksperymenty przeprowadzone w Wielkim Zderzaczu Hadronów wskazały, że obok znanych cząstek zbudowanych z 2 lub 3 kwarków, istnieją także pentakwarki.
- 20 lipca – co najmniej 32 osoby zginęły w zamachu terrorystycznym w Suruç w Turcji.
- 23 lipca – dzięki teleskopowi Keplera odkryto planetę Kepler-452b i jej gwiazdę macierzystą, które przypominają naszą Ziemię i Słońce.
- 24 lipca – Sejm uchwalił nową ustawę – Prawo o zgromadzeniach.
- 29 lipca – Premiera systemu operacyjnego Windows 10.

### Sierpień
- 6 sierpnia – w ramach projektu Nowy Kanał Sueski otwarto nowy tor wodny.
- 11 sierpnia – Niemiec Jürgen Habermas i Kanadyjczyk Charles Taylor otrzymali Nagrodę Klugego.
- 12 sierpnia – co najmniej 159 osób zginęło (w tym 67 strażaków i 7 policjantów) a 797 zostało rannych w wyniku eksplozji w Tiencinie w Chinach.
- 17 sierpnia – w zamachu terrorystycznym w Bangkoku zginęło co najmniej 25 osób.
- 20 sierpnia – premier Grecji Aleksis Tsipras podał się do dymisji.
- 22 sierpnia – prezydent Autonomii Palestyńskiej Mahmud Abbas zrezygnował z funkcji szefa Organizacji Wyzwolenia Palestyny. Do dymisji podała się też blisko połowa liczącego 18 członków komitetu wykonawczego OWP.
- 23 sierpnia – bojownicy Państwa Islamskiego zniszczyli starożytną świątynię Baalszamina w syryjskiej Palmyrze.

### Wrzesień
- 9 września – Królowa Elżbieta II stała się najdłużej panującym monarchą w historii Wielkiej Brytanii[38].
- 10 września – dokonano naukowego opisu Homo naledi, nieznanego wcześniej gatunku człowieka, którego skamieniałe szczątki znaleziono w 2013 w Południowej Afryce.
- 11 września – w wyniku katastrofy budowlanej w Mekce zginęło ponad 117 osób, a ponad 393 zostało rannych. Na skutek burzy doszło tam do przewrócenia dźwigu.
- 14 września – Pierwszy raz w historii udało się zarejestrować fale grawitacyjne. Obserwacja została dokonana przez oba detektory LIGO jednocześnie[39][40].
- 15 września – Malcolm Turnbull zastąpił Tony’ego Abbotta na stanowisku lidera Liberalnej Partii Australii, stając się tym samym nowym premierem Australii.
- 17 września – wojsko w Burkinie Faso poinformowało o obaleniu tymczasowego prezydenta Michela Kafando i przejęciu władzy w kraju.
- 22 września – Sąd federalny w Stanach Zjednoczonych orzekł, że Warner/Chappell Music nie jest posiadaczem praw autorskich do tekstu najbardziej popularnego anglojęzycznego utworu Happy Birthday to You.
- 24 września:
  - papież Franciszek jako pierwszy w historii Zwierzchnik Kościoła katolickiego przemawiał w Kongresie Stanów Zjednoczonych[41].
  - co najmniej 1100 osób zostało stratowanych podczas dorocznej pielgrzymki do Mekki.
- 28 września – NASA ogłosiła, że znaleziono dowody na obecność ciekłej słonej wody na powierzchni Marsa.

### Październik
- 10 października – co najmniej 128 osób zginęło w zamachu terrorystycznym w Ankarze.
- 12 października – w wyborach prezydenckich na Białorusi reelekcję uzyskał Alaksandr Łukaszenka.
- 13 października – laureatem Nagrody Bookera został jamajski pisarz Marlon James za powieść A Brief History of Seven Killings.
- 21 października – bezwzględną większością głosów Liberalna Partia Kanady Justina Trudeau wygrała wybory parlamentarne.
- 31 października – 224 osoby zginęły w katastrofie lotniczej na Synaju.

### Listopad
- 13 listopada – seria ataków terrorystycznych w centrum Paryża.
- 26 listopada – lider socjalistów António Costa objął urząd premiera Portugalii.
- 30 listopada – Międzynarodowy Fundusz Walutowy ogłosił, iż od 1 października 2016 chiński Yuan zostanie włączony do koszyka SDR, międzynarodowej jednostki rozrachunkowej w obrocie bezgotówkowym.

### Grudzień
- 2 grudnia – 16 osób zginęło, a ponad 20 zostało rannych, w zamachu terrorystycznym w amerykańskim mieście San Bernardino.
- 6 grudnia – rządzący Cháviści ze Zjednoczonej Partii Socjalistycznej Wenezueli przegrali wybory parlamentarne.
- 7 grudnia – premier Łotwy, Laimdota Straujuma podała się do dymisji. Prezydent kraju, Raimonds Vējonis przyjął jej rezygnację.
- 8 grudnia – papież Franciszek rozpoczął Nadzwyczajny Jubileusz Miłosierdzia.
- 9 grudnia – kanclerz Niemiec, Angela Merkel została wybrana Człowiekiem Roku tygodnika „Time”. W uzasadnieniu doceniono jej odwagę i niezłomność wobec kryzysu migracyjnego w Europie oraz problemów gospodarczych Grecji.
- 12 grudnia:
  - Konferencja klimatyczna w Paryżu zakończyła się porozumieniem zawartym przez 195 krajów, mającym zatrzymać proces globalnego ocieplenia.
  - Tureckie F-16 wznowiły ataki na irackie bazy oddziałów Partii Pracujących Kurdystanu.
- 15 grudnia – z kosmodromu Bajkonur wystartował statek Sojuz TMA-19M i zadokował do Międzynarodowej Stacji Kosmicznej.
- 17 grudnia:
  - w Rwandzie w referendum przyjęto zniesienie limitu kadencji prezydenckich.
  - papież Franciszek uznał cud za wstawiennictwem bł. Matki Teresy z Kalkuty.
- 18 grudnia – premiera filmu Gwiezdne wojny: część VII[42]
- 19 grudnia – Rada Bezpieczeństwa ONZ przyjęła jednogłośnie rezolucję, której celem jest odcięcie Państwu Islamskiemu dostępu do międzynarodowego systemu finansowego i ograniczenie zysków tej dżihadystycznej organizacji z przemytu ropy i antyków.
- 21 grudnia – Pierwszy start rakiety Falcon 9 połączony z udanym lądowaniem I stopnia rakiety nośnej[43]
- 23 grudnia – papież Franciszek został laureatem Nagrody Karola Wielkiego, przyznawanej za zasługi dla europejskiej integracji.

## Wydarzenia sportowe

### Styczeń
- 29 grudnia-6 stycznia – 63. Turniej Czterech Skoczni, w którym zwyciężył Austriak Stefan Kraft przed rodakiem Michaelem Hayböckiem i Słoweńcem Peterem Prevcem.
- 4–10 stycznia – 26. edycja tenisowego Pucharu Hopmana. W nieoficjalnych mistrzostwach świata pary mieszanej zwyciężył polski debel w składzie Jerzy Janowicz i Agnieszka Radwańska, który w finale pokonał amerykańską parę John Isner-Serena Williams 2:1.
- 3–11 stycznia – 9. edycja Tour de Ski. W klasyfikacji końcowej mężczyzn triumfował po raz drugi z rzędu Norweg Martin Johnsrud Sundby, natomiast wśród kobiet jego rodaczka Marit Bjørgen.
- 10–11 stycznia – 112. Mistrzostwa Europy w Łyżwiarstwie Szybkim w Wieloboju w rosyjskim Czelabińsku. Najlepsi okazali się reprezentanci Holandii – Sven Kramer i Ireen Wüst.
- 4–17 stycznia – 36. edycja Rajdu Dakar. W klasyfikacji samochodów triumfował kierowca Mini, Katarczyk Nasir al-Atijja z francuskim pilotem Matthieu Baumel(inne języki). Wśród motocyklistów wygrał po raz piąty z rzędu Hiszpan Marc Coma (na maszynie KTM). Najlepszym quadowcem został Polak Rafał Sonik (na Yamasze). W klasyfikacji ciężarówek zwyciężyli Rosjanie – Ajrat Mardiejew(inne języki), Ajdar Beliajew oraz Dmitrij Switsunow (w KAMAZ-ie). Inny reprezentant Polski, Krzysztof Hołowczyc, zajął 3. miejsce w rywalizacji samochodów.
- 15 lutego – zakończył się 23. sezon Pucharu Świata w saneczkarstwie na torze naturalnym. Wśród mężczyzn po raz dziewiąty z rzędu najlepszy okazał się Patrick Pigneter, natomiast u kobiet po raz dwunasty, w tym po raz jedenasty z rzędu triumfowała Rosjanka Jekatierina Ławrientjewa. Pigneter wraz z Florianen Clarą(inne języki) zwyciężyli także w rywalizacji dwójek.
- 15–18 stycznia – 20. Mistrzostwa Świata w Saneczkarstwie na Torach Naturalnych w austriackim Sankt Sebastian(inne języki). W rywalizacji indywidualnej triumfowali Włosi – Patrick Pigneter oraz Evelin Lanthaler(inne języki). W konkurencji dwójek Pigneter zwyciężył wraz z Florianem Clarą(inne języki). Rywalizacji drużynowej nie rozegrano z powodu złych warunków atmosferycznych.
- 23 stycznia – zakończył się 15. sezon Pucharu Europy w Skeletonie. W klasyfikacji generalnej najlepsi okazali się Rosjanin Rusłan Sabitow(inne języki) oraz Amerykanka Kendall Wesenberg(inne języki).
- 14–25 stycznia:
  - 15. Mistrzostwa Świata w Narciarstwie Dowolnym w austriackim Kreischbergu. W klasyfikacji medalowej triumfowali Amerykanie przed Kanadą i Szwajcarią.
  - 11. Mistrzostwa Świata w Snowboardzie w austriackim Kreischbergu. Najwięcej medali zdobyli reprezentanci Stanów Zjednoczonych przed Włochami i Austriakami.
- 23–25 stycznia – 19. Mistrzostwa Europy w Short Tracku w holenderskim Dordrechcie. W klasyfikacji medalowej triumfowali Rosjanie przed Holandią i Wielką Brytanią.
- 25 stycznia – zakończył się 8. sezon Puchar Interkontynentalny w Skeletonie. W klasyfikacji generalnej triumfowali Brytyjczycy – David Swift(inne języki) i Donna Creighton(inne języki).

### Luty
- 15 stycznia–1 lutego – 24. Mistrzostwa Świata w piłce ręcznej mężczyzn w Katarze. Finał zakończył się zwycięstwem reprezentacji Francji, która pokonała drużynę gospodarzy 25:22. Brązowy medal wywalczyli Polacy, którzy okazali się lepsi od Hiszpanii wynikiem 29:28.
- 1 lutego
  - 49. finał Super Bowl w Glendale w stanie Arizona. Po raz czwarty w historii po puchar sięgnęła drużyna New England Patriots, która pokonała Seattle Seahawks 28:24.
  - zakończył się sezon Pucharu Europy w bobslejach. Wśród mężczyzn triumfował Włoch Simone Bertazzo (zarówno w dwójkach, czwórkach, jak i kombinacji), natomiast u kobiet Rumunka Maria Adela Constantin(inne języki).
- 26 stycznia–1 lutego – 107. Mistrzostwa Europy w łyżwiarstwie figurowym w Sztokholmie. Wśród mężczyzn po raz trzeci z rzędu tytuł mistrzowski wywalczył Hiszpan Javier Fernández, natomiast u kobiet pierwszy złoty medal w karierze zdobyła Rosjanka Jelizawieta Tuktamyszewa. Najlepszą parą sportową zostali reprezentanci Rosji – Yūko Kawaguchi i Aleksandr Smirnow. W rywalizacji par tanecznych triumfowali Francuzi w składzie: Gabriella Papadakis i Guillaume Cizeron.
- 19 stycznia–2 lutego – 103. edycja tenisowego Australian Open. Wśród mężczyzn najlepszy okazał się Serb Novak Đoković, natomiast u kobiet Amerykanka Serena Williams. Rywalizację w deblu mężczyzn wygrali Włosi – Simone Bolelli oraz Fabio Fognini – natomiast w przypadku kobiet reprezentantka Stanów Zjednoczonych Bethanie Mattek-Sands oraz Czeszka Lucie Šafářová. W grze mieszanej triumfowali Szwajcarka Martina Hingis oraz Hindus Leander Paes.
- 27–3 lutego – 22. Mistrzostwa Europy w Biathlonie w estońskim Otepää. Najwięcej medali zdobyli Rosjanie, pokonując Ukraińców i Francuzów.
- 3 lutego – pierwszy w historii rozgrywek finał Ligi Mistrzów hokeistów we szwedzkiej Lulei. Puchar zdobyli gospodarze, który pokonali inny szwedzki klub Frölunda HC 4:2.
- 24–14 lutego – 27. Zimowa Uniwersjada w hiszpańskiej Grenadzie oraz słowackim Szczyrbskim Jeziorze. W klasyfikacji medalowej zwyciężyli Rosjanie przed Koreą Południową i Kazachstanem.
- 8 lutego – Australijczyk Rohan Dennis ustanowił w szwajcarskim Grenchen nowy kolarski rekord świata w jeździe godzinnej, przejeżdżając 52 kilometry i 491 metrów.
- 2–15 lutego – 43. Mistrzostwa Świata w Narciarstwie Alpejskim w amerykańskim Vail i Beaver Creek. W klasyfikacji medalowej zwyciężyła reprezentacja Austrii przed gospodarzami i Słowenią.
- 12–15 lutego – 16. Mistrzostwa Świata w Łyżwiarstwie Szybkim na Dystansach w holenderskim Heerenveen. Najwięcej medali zdobyła reprezentacja Holandii, która pokonała USA i Rosję.
- 14–15 lutego – 45. Mistrzostwa Świata w Saneczkarstwie w łotewskiej Siguldzie. W rywalizacji indywidualnej triumfowali Rosjanin Siemion Pawliczenko i Niemka Natalie Geisenberger. W zawodach drużynowych najlepsi okazali się niemieccy saneczkarze – w drużynówce Tobias Wendl i Tobias Arlt, natomiast w mikście Wendl, Arlt, Geisenberger i Felix Loch.
- 15 lutego:
  - zakończył się 29. sezon Pucharu Świata w skeletonie. Wśród mężczyzn po raz szósty z rzędu zwyciężył Łotysz Martins Dukurs, natomiast u kobiet po raz pierwszy po trofeum sięgnęła Austriaczka Janine Flock.
  - zakończyła się 23. edycja Puchar Świata w saneczkarstwie na torach naturalnych. Po raz dziesiąty z rzędu po trofeum sięgnął zarówno Włoch Patrick Pigneter, jak i Rosjanka Jekatierina Ławrientjewa, która łącznie ma na koncie dwanaście kryształowych kul. Pigneter wraz z rodakiem Florianem Clarą(inne języki) po raz trzeci z rzędu (szósty w karierze) wygrali rywalizację dwójek.
  - zakończył się 31. sezon Pucharu Świata w bobslejach. W klasyfikacji dwójek i czwórek oraz kombinacji mężczyzn triumfował Łotysz Oskars Melbārdis, natomiast u kobiet najlepsza okazała się Amerykanka Elana Meyers-Taylor.
- 18–22 lutego – 112. Mistrzostwa Świata w Kolarstwie Torowym w Paryżu. W klasyfikacji generalnej triumfowali reprezentanci gospodarzy przed Australią i Niemcami.

### Marzec
- 1 marca – zakończył się 38. sezon Pucharu Świata w saneczkarstwie. Rywalizację zdominowali reprezentanci Niemiec, którzy wygrali sztafetę mieszaną. Wśród mężczyzn po raz czwarty z rzędu najlepszy okazał się Felix Loch, u kobiet po raz trzeci z rzędu Natalie Geisenberger, natomiast w rywalizacji dwójek po raz pierwszy Toni Eggert i Sascha Benecken.
- 18 lutego–1 marca – 40. Mistrzostwa Świata w Narciarstwie Klasycznym w szwedzkim Falun. W klasyfikacji medalowej zwyciężyła reprezentacja Norwegii przed Niemcami i gospodarzami.
- 28 lutego–1 marca – 46. Mistrzostwa Świata w Łyżwiarstwie Szybkim w Wieloboju Sprinterskim w kazachskiej Astanie. Najlepsi okazali się Rosjanin Pawieł Kuliżnikow oraz Amerykanka Brittany Bowe.
- 23 lutego-8 marca – 67. Mistrzostwa Świata w bobslejach i skeletonie w niemieckim Winterbergu. Klasyfikację medalową wygrali Niemcy przed Łotyszami i Brytyjczykami.
- 5–8 marca – 33. Halowe Mistrzostwa Europy w Lekkoatletyce 2015 w Pradze. W klasyfikacji medalowej triumfowali Rosjanie przed Francuzami i Brytyjczykami.
- 7–8 marca – 109. Mistrzostwa Świata w Łyżwiarstwie Szybkim w Wieloboju w kanadyjskim Calgary. Triumfatorami zawodów zostali Holender Sven Kramer oraz Czeszka Martina Sáblíková.
- 8 marca – Francuz Yohann Diniz podczas Mistrzostw własnego kraju w Arles ustanowił rekord świata w chodzie na 20 kilometrów wynikiem 1:17:02.
- 23 lutego-9 marca – 16. Mistrzostwa Europy w szachach w Jerozolimie. Tytuł mistrzowski wywalczył Rosjanin Jewgienij Najer, który w finale pokonał Czecha Davida Navarę. Trzecie miejsce wywalczył Polak Mateusz Bartel.
- 13–15 marca – 40. Mistrzostwa Świata w short tracku w Moskwie. W klasyfikacji medalowej triumfowali Koreańczycy, którzy pokonali Chińczyków i Holendrów.
- 15 marca – zakończyła się 36. edycja Pucharu Świata w narciarstwie dowolnym. Wśród mężczyzn czwarty raz z rzędu triumfował Kanadyjczyk Mikael Kingsbury, natomiast u kobiet kryształową kulę obroniła Amerykanka Hannah Kearney. To także jej czwarte trofeum w karierze.
- 21 marca – zakończył się 21. sezon Pucharu Świata w snowboardzie. W ostatecznej najlepsi okazali się Słoweniec Žan Košir oraz Szwajcarka Julie Zogg.
- 22 marca:
  - zakończyła się 36. edycja Pucharu Świata w skokach narciarskich mężczyzn. W klasyfikacji generalnej skoków zwyciężył Niemiec Severin Freund, natomiast w klasyfikacji lotów narciarskich trofeum obronił Słoweniec Peter Prevc. Puchar Narodów trafił w ręce Niemców.
  - zakończył się 38. sezon Pucharu Świata w biathlonie. Wśród mężczyzn po raz czwarty z rzędu najlepszy okazał się Francuz Martin Fourcade, natomiast u kobiet Białorusinka Darja Domraczewa. Puchar Narodów przypadł Rosjanom i Czeszkom, natomiast w klasyfikacji sztafety mieszanej triumfowali Norwedzy.
  - zakończyła 49. edycja Puchar Świata w narciarstwie alpejskim. Po raz czwarty z rzędu kryształową kulę wywalczył Austriak Marcel Hirscher, natomiast po raz pierwszy puchar obroniła jego rodaczka Anna Fenninger.
- 27 marca – 13. finał Eurocupu koszykarek, w którym triumfowały zawodniczki reprezentujące ESB Villeneuve-d’Ascq. Francuska drużyna wygrała w dwumeczu z belgijskim klubem Royal Castors Braine lepszym bilansem zdobytych punktów, zdobywając o dwa więcej.
- 23–29 marca – 106. Mistrzostwa Świata w łyżwiarstwie figurowym w Szanghaju. Tytuł mistrzowski solistów wywalczył Hiszpan Javier Fernández, natomiast solistek Rosjanka Jelizawieta Tuktamyszewa. W rywalizacji par sportowych zwyciężyli Kanadyjczycy – Meagan Duhamel i Eric Radford, a wśród par tanecznych triumfowali reprezentanci Francji, Gabriella Papadakis i Guillaume Cizeron.
- 14 lutego–29 marca – 11. Mistrzostwa Świata w krykiecie mężczyzn w Australii i Nowej Zelandii. Po raz piąty w historii tytuł mistrzowski wywalczyła Australia, która pokonała drugiego z gospodarzy turnieju 186/3 do 183.
- 29 marca – 15. finał Ligi Mistrzów siatkarzy w Berlinie. W ostatecznej rozgrywce rosyjski klub Zenit Kazań pokonał 3:0 polską Asseco Resovię. W walce o 3. miejsce Berlin Recycling Volleys okazał się lepszy od innej polskiej drużyny, PGE Skry Bełchatów 3:2.

### Kwiecień
- 27 marca–1 kwietnia – 10. Mistrzostwa Świata w polo w chilijskim Santiago. Po raz drugi w historii mistrzostwo wywalczyli gospodarze, którzy w finale pokonali Stany Zjednoczone 12:11. Najniższy stopień podium zajęła Brazylia, która wygrała z Anglią 14:12.
- 28 marca-4 kwietnia – 17. Mistrzostwa Świata w hokeju na lodzie kobiet w szwedzkim Malmö. Tytuł mistrzowski obroniły reprezentantki Stanów Zjednoczonych, które pokonały 7:5 Kanadyjki. Brąz wywalczyły Finki po wygraniu 4:1 z Rosjankami.
- 28 marca-5 kwietnia – 57. Mistrzostwa Świata mężczyzn w curlingu w kanadyjskim Halifax. W finale Szwedzi pokonali obrońców tytułu Norwegów 9:5, z kolei w walce 3. miejsce Kanadyjczycy wygrali pojedynek 8:4 z Finami.
- 5 kwietnia – 15. finał Ligi Mistrzyń siatkarek w Szczecinie. Najlepszy okazał się turecki klub Eczacıbaşı VitrA Stambuł, który pokonał rezultatem 3:0 włoskie Unendo Yamamay Busto Arsizio. W walce o 3. lokatę inna turecka drużyna VakıfBank SK również wygrała 3:0, lecz polską ekipę KPS Chemik Police.
- 11 kwietnia
  - 8. finał Pucharu CEV siatkarzy, w którym triumfowało Dinamo Moskwa. Rosyjski klub pokonał Diatec Trentino w złotym secie 15:12.
  - 7. finał Pucharu CEV siatkarek, w którym zwyciężyło Dinamo Krasnodar. Rosyjska drużyna wygrała dwumecz z polskim Atomem Trefl Sopot w złotym secie 15:10.
  - zakończył się sezon zasadniczy hokejowej ligi NHL 2014/2015. Najwięcej zwycięstw mieli New York Rangers.
- 9–12 kwietnia
  - 79. edycja golfowego Masters Tournament, w których zwycięstwo odniósł Amerykanin Jordan Spieth(inne języki).
  - 64. Mistrzostwa Europy w judo w azerbejdżańskim Baku. Klasyfikację medalową wygrała reprezentacja Rosji przed Holendrami i Gruzinami.
- 12 kwietnia
  - 24. finał Euroligi koszykarek. Tytuł mistrzowski wywalczył czeski klub USK Praga, która pokonał rosyjską drużynę UMMC Jekaterynburg 72:68. Trzecią pozycję wywalczyła inna rosyjska drużyna, Dynamo Kursk, po wygraniu pojedynku Fenerbahçe SK 67:58.
  - 8. finał Pucharu Challenge siatkarzy, w którym najlepszy okazał się Vojvodina Nowy Sad. Serbski klub pokonał w dwumeczu portugalską SL Benficę.
  - 8. finał Pucharu Challenge siatkarek, w którym triumfowały zawodniczki Bursa BBSK. Turecki klub w dwumeczu pokonał rosyjską Urałoczkę Jekaterynburg.
- 15 kwietnia – zakończył się sezon zasadniczy męskiej koszykarskiej ligi NBA, najwięcej zwycięstw odnieśli kalifornijscy Golden State Warriors.
- 17 kwietnia – Brytyjczyk Adam Peaty pobił w Londynie rekord świata w stylu klasycznym na dystansie 100 metrów.
- 10–18 kwietnia – 94. Mistrzostwa Europy w podnoszeniu ciężarów w gruzińskim Tbilisi. W klasyfikacji medalowej triumfowali Ukraińcy, którzy zdobyli najwięcej złotych medali zarówno w przypadku zestawienia rwania i podrzutu, jak i dwuboju. W przypadku zliczenia wszystkich medali za Ukrainą znalazł się Azerbejdżan i Turcja, natomiast w przypadku liczenia dwuboju kolejność jest odwrotna.
- 15–19 kwietnia – 6. Mistrzostwa Europy w gimnastyce artystycznej we francuskim Montpellier. W klasyfikacji medalowej triumfowali Rosjanie, przed Brytyjczykami i Ukraińcami.
- 14–22 kwietnia – 37. Mistrzostwa Świata kobiet w curlingu w japońskim Sapporo. W finale Szwajcarki pokonały Kanadyjki 5:3, natomiast w walce o trzecie miejsce Rosjanki wygrały ze Szkotkami 13:4.
- 18–25 kwietnia – 8. Mistrzostwa Świata par mieszanych w curlingu w rosyjskim Soczi. W finale reprezentacja Węgier pokonała obrońców tytułu Szwedów 6:5. W walce o 3. lokatę Norwegowie okazali się lepsi od Kanadyjczyków wynikiem 9:4.
- 29 kwietnia – 13. finał Eurocupu koszykarzy, w którym tytuł mistrzowski wywalczyły Chimki Moskwa. Rosyjski klub pokonał w dwumeczu hiszpańską drużynę Herbalife Gran Canaria 2:0.

### Maj
- 2 maja – Brytyjczyk Alex Dowsett pobił w Manchesterze kolarski rekord świata w jeździe godzinnej, przejeżdżając 52 kilometry i 937 metrów.
- 26 kwietnia-3 maja – 53. Mistrzostwa Świata w tenisie stołowym w chińskim Suzhou. Rywalizację zdominowali Chińczycy, którzy zdobyli wszystkie złote medale. Drugie miejsce wywalczyła Korea Południowa, natomiast trzecie Japonia.
- 28 kwietnia-3 maja – 69. edycja wyścigu kolarskiego Tour de Romandie. Najlepszy okazał się Rosjanin Ilnur Zakarin. Podium dopełnili Słoweniec Simon Špilak i Brytyjczyk Chris Froome.
- 28 kwietnia-4 maja – Mistrzostwa Świata w hokeju na lodzie elity kobiet w szwedzkim Malmö. W finale reprezentanci Stanów Zjednoczonych obroniły tytuł mistrzowski, w finale pokonując Kanadyjki 7:5. Brąz wywalczyły Finki, które wygrały z Rosjankami 4:1.
- 1–3 maja
  - 27. Mistrzostwa Europy w kajakarstwie klasycznym w czeskich Račicach. W klasyfikacji medalowej triumfowała reprezentacja Niemiec, która pokonała Rosjan i Białorusinów.
  - 31. Mistrzostwa Europy w gimnastyce sportowej w Mińsku. Rywalizację zdominowali Rosjanie, którzy zdobyli sześć z siedmiu złotych medali. Jeden z nich wywalczyła reprezentacja Białorusi. Podium klasyfikacji generalnej dopełnili Ukraińcy.
- 18 kwietnia-4 maja – 78. Mistrzostwa Świata w Snookerze. W finale zwyciężył Stuart Bingham, który pokonał Shauna Murphy’ego rezultatem 18:15.
- 9–13 maja – 11. Mistrzostwa Europy w krykiecie w Jersey. Tytuł mistrzowski wywalczyli gospodarze przed Danią i Włochami.
- 14 maja – 12. finał Ligi Mistrzyń piłkarek nożnych w Berlinie. Po trofeum sięgnął niemiecki klub 1. FFC Frankfurt, które pokonały francuski Paris-Saint Germain 2:1.
- 1–17 maja – 79. Mistrzostwa Świata w hokeju na lodzie elity mężczyzn w czeskiej Pradze i Ostrawie. Tytuł mistrzowski wywalczyła reprezentacja Kanady, która w finale pokonała obrońców tytułu Rosjan 6:1. Brązowy medal zdobyło USA, które wygrało z gospodarzami turnieju 3:0.
- 10–17 maja – Mistrzostwa Europy par mieszanych (Puchar Sudirmana) w badmintonie w chińskim Dongguan. Po raz dziesiąty w historii, w tym po raz szósty z rzędu po tytuł mistrzowski sięgnęła reprezentacja Chin, która w finale pokonała Koreę Południową 3:0.
- 17 maja – 15. finał Euroligi koszykarzy, która zakończyła się dziewiątym tytułem mistrzowskim w historii Realu Madryt, będących gospodarzami Final Four. Hiszpański klub w decydującym pojedynku pokonał 78:59 grecki Olympiakos Pireus. W walce o 3. miejsce rosyjska drużyna CSKA Moskwa wygrała z tureckim Fenerbahçe Ülker 86:80.
- 12–18 maja – Mistrzostwa Świata w taekwondo w rosyjskim Czelabińsku. W klasyfikacji generalnej wygrali Koreańczycy, którzy pokonali Irańczyków i Turków.
- 24 maja – 99. edycja wyścigu samochodowego Indianapolis 500. Po raz drugi w karierze triumfował w nim Kolumbijczyk Juan Pablo Montoya, reprezentujący ekipę Penske Racing.
- 27 maja – 6. finał Ligi Europy w Warszawie. Po raz pierwszy w historii rozgrywek puchar obroniła hiszpańska drużyna Sevilla FC.
- 9–31 maja – 98. edycja wyścigu kolarskiego Giro d’Italia. Po raz drugi w karierze zwyciężył w nim Hiszpan Alberto Contador, który wyprzedził Włocha Fabio Aru oraz swojego rodaka Mikela Landę.
- 28–31 maja – 16. Mistrzostwa Europy w kajakarstwie górskim w niemieckim Markkleebergu. Najwięcej medali zdobyła reprezentacja Słowacji przed Niemcami i Hiszpanią. Reprezentacja Polski wywalczyła srebrny medal.
- 29–31 maja – 9. Mistrzostwa Europy w wioślarstwie w Poznaniu. W klasyfikacji generalnej triumfowali Brytyjczycy, przed Niemcami i Francuzami. Gospodarze zdobyli trzy medale, w tym złoto w konkurencji W2x Magdaleny Fularczyk i Natalii Madaj.

### Czerwiec
- 6 czerwca
  - 23. finał Ligi Mistrzów piłkarzy nożnych w Berlinie. Po raz piąty po trofeum sięgnął hiszpański klub FC Barcelona, która pokonał włoską drużynę Juventus Turyn 3:1.
  - Chinka Liu Hong podczas zawodów IAAF Race Walking Challenge w hiszpańskim mieście A Coruña pobiła rekord świata w chodzie na 20 kilometrów wynikiem 1:24:38.
- 24 maja-7 czerwca – 114. edycja tenisowego French Open. Najlepszym singlistą został Szwajcar Stan Wawrinka, natomiast singlistką Amerykanka Serena Williams. W deblu mężczyzn triumfowali Chorwat Ivan Dodig i Brazylijczyk Marcelo Melo, natomiast u kobiet Amerykanka Bethanie Mattek-Sands i Czeszka Lucie Šafářová. W rywalizacji par mieszanych również zwyciężyła Mattek-Sands, która dokonała tego w parze ze swoim rodakiem Mikiem Bryanem.
- 7 czerwca – Brytyjczyk Bradley Wiggins ustanowił w Londynie kolarski rekord świata w jeździe godzinnej, przejeżdżając 54 kilometry i 526 metrów.
- 5–11 czerwca – 35. Mistrzostwa Europy w szermierce we szwajcarskim Montreux. W klasyfikacji medalowej triumfowali Włosi przed Rosjanami i Francuzami.
- 13–14 czerwca – odbyła się 83. edycja 24-godzinnego wyścigu Le Mans. W klasyfikacji generalnej po raz pierwszy w historii triumfowała niemiecka marka Porsche. W zwycięskiej załodze LMP1 jechali Niemiec Nico Hulkenberg, Nowozelandczyk Earl Bamber oraz Brytyjczyk Nick Tandy. W LMP2 wygrał zespół z Hongkongu, KCMG, w składzie: Francuz Nicolas Lapierre oraz Brytyjczycy Matthew Howson i Richard Bradley. W LMGTE Pro najlepsi okazali się Amerykanie Tommy Milner i Jordan Taylor oraz Brytyjczyk Oliver Gavin, którzy reprezentowali ekipę Corvette Racing-GM. W LMGTE Am triumfowała rosyjska załoga SMP Racing w składzie: Włoch Andrea Bertolini oraz Rosjanie Wiktor Szajtar i Aleksiej Basow.
- 6–14 czerwca – 16. Drużynowy Puchar Świata na żużlu. W finale, który odbył się w duńskim Vojens, po raz trzeci w historii po tytuł mistrzowski sięgnęła reprezentacja Szwecji, która pokonała gospodarzy i obrońców trofeum Duńczyków oraz Polaków.
- 3–15 czerwca – po raz 122. w historii trwała walka o mistrzostwo hokejowej ligi NHL – Puchar Stanleya. W rywalizacji do czterech zwycięstw rezultatem 4:2 triumfowała najlepsza drużyna konferencji wschodniej, Chicago Blackhawks, która pokonała Tampa Bay Lightning.
- 4–16 czerwca – po raz 66. w historii miał miejsce pojedynek o mistrzostwo koszykarskiej ligi NBA. W rywalizacji do czterech zwycięstw lepsza okazała się najlepsza drużyna konferencji zachodniej, Golden State Warriors, która pokonała 4:2 Cleveland Cavaliers.
- 13–18 czerwca – 11. Mistrzostwa Europy w zapasach, które zostały włączone do programu Igrzysk Europejskich w azerbejdżańskim Baku. Najwięcej medali zdobyli reprezentanci Rosji, którzy pokonali gospodarzy oraz Turków. Polacy pięciokrotnie stawali na podium.
- 18–21 czerwca – 115. edycja golfowego turnieju wielkoszlemowego US Open. Po raz pierwszy w karierze triumfował w nim Amerykanin Jordan Spieth(inne języki).
- 20–21 czerwca – 6. Drużynowe Mistrzostwa Europy w lekkoatletyce. W klasyfikacji generalnej czwarty w historii triumfowali Rosjanie, którzy pokonali Czechy i Danię.
- 11–28 czerwca – 35. Mistrzostwa Europy w koszykówce kobiet na Węgrzech i w Rumunii. Po raz pierwszy w historii po tytuł mistrzowski sięgnęła reprezentacja Serbii, która w finale pokonała 76:68 Francję. Brąz wywalczyły Hiszpanki, które wygrały z Białorusinkami 74:58.
- 12–28 czerwca – pierwsze w historii Igrzyska Europejskie w azerbejdżańskim Baku. W klasyfikacji medalowej triumfowali Rosjanie, przez gospodarzami i Brytyjczykami.
- 28 czerwca:
  - w Baku zakończyły się I Igrzyska Europejskie.
  - zakończył się pierwszy sezon Formuły E. Tytuł mistrzowski kierowców wywalczył Brazylijczyk Nelson Piquet Jr., natomiast konstruktorów e.DAMS Renault.

### Lipiec
- 6 czerwca-5 lipca – 7. Mistrzostwa Świata w piłce nożnej kobiet w Kanadzie. Po raz trzeci w historii po mistrzostwo sięgnęła reprezentacji Stanów Zjednoczonych, która w finale pokonała obrończynie tytułu Japonki 5:2. Brązowy medal wywalczyły po dogrywce Angielki, która wygrały 1:0 z Niemkami.
- 26 czerwca-5 lipca – 10. Mistrzostwa Świata w siatkówce plażowej w Holandii. Po tytuł sięgnęli reprezentanci Brazylii – Alison Cerutti i Bruno Schmidt oraz Bárbara Seixas i Ágatha Bednarczuk. Srebro wywalczyli gospodarze Reinder Nummerdor i Christiaan Varenhorst oraz Brazylijski Taiana Lima i Fernanda Alves. Brąz także przypadł duetom z kraju kawy – Pedro Solberg Salgado i Evandro Oliveira oraz Maria Antonelli i Juliana Felisberta.
- 28 czerwca-6 lipca – 67. Mistrzostwa Świata w pięcioboju nowoczesnym w Berlinie. W klasyfikacji medalowej triumfowali Niemcy przed Chinami i Polakami. Polscy reprezentanci zdobyli najwięcej medali – z czterech, które wywalczyli, jeden z nich był złoty, po który sięgnęła drużyna kobiet w składzie: Anna Maliszewska, Aleksandra Chmielewska i Oktawia Nowacka.
- 29 czerwca–12 lipca – 129. edycja tenisowego turnieju wielkoszlemowego Wimbledon. W grze pojedynczewej najlepsi okazali się Serb Novak Đoković oraz Amerykanka Serena Williams. W deblu triumfowali Holender Jean-Julien Rojer i Rumun Horia Tecău oraz Szwajcarka Martina Hingis i Hinduska Sania Mirza. Najlepszą parą mieszaną zostali Hingis i Hindus Leander Paes.
- 3–14 lipca – 28. Letnia Uniwersjada w koreańskim Gwangju. W klasyfikacji medalowej triumfowali gospodarze przed Rosjanami i Chińczykami.
- 17 lipca – podczas rozegranego w Monako mityngu Herculis Etiopka Genzebe Dibaba ustanowiła wynikiem 3:50,07 nowy rekord świata w biegu na 1500 metrów.
- 9–18 lipca – 5. Mistrzostwa świata w futbolu amerykańskim w Stanach Zjednoczonych. Tytuł zdobyli gospodarze, którzy po raz drugi z rzędu obronili mistrzostwo. W finale pokonali 59:12 Japończyków. Brązowy medal wywalczyli Meksykanie, którzy wygrali z Francją 20:7.
- 9–19 lipca – 18. Mistrzostwa Świata w piłce nożnej plażowej w portugalskim Espinho. W finale Portugalczycy pokonali Tahiti 5:3, natomiast w walce o brąz obrońcy tytułu Rosjanie wygrali z Włochami 5:2.
- 13–19 lipca – 86. Mistrzostwa Świata w szermierce w Moskwie. W ostatecznej klasyfikacji zwyciężyli gospodarze przed Włochami i Ukraińcami.
- 19 lipca – 26. finał Ligi Światowej w brazylijskim Rio de Janeiro. W rywalizacji o złoto Francja pokonała Serbię 3:0. Podobnym rezultatem zakończyła się walka o brązowy medal, w której USA wygrała z Polską.
- 16–20 lipca – 144. edycja wielkoszlemowego turnieju golfowego The Open Championship. Po raz pierwszy w karierze triumfował Amerykanin Zach Johnson.
- 19–25 lipca – 19. Mistrzostwa Europy w softballu w holenderskim Rosmalen. Złoty medal zdobyli Włosi, którzy w finale pokonali obrońców tytułu i gospodarzy turnieju 2:1. Brąz wywalczyli Czesi, którzy wygrali z Rosjanami 5:2.
- 21–25 lipca – 12. Mistrzostwa świata w kolarstwie BMX w belgijskim Heusden-Zolder. W klasyfikacji generalnej triumfowali Francuzi przed Holendrami i Australijczykami.
- 4–26 lipca – 102. edycja kolarskiego wyścigu Tour de France. Po raz drugi w karierze triumfował Brytyjczyk Chris Froome. Podium dopełnili Kolumbijczyk Nairo Quintana oraz Hiszpan Alejandro Valverde.
- 26 lipca:
  - 24. finał World Grand Prix siatkarek w amerykańskim Omaha. Po raz szósty w historii najlepsze okazały się reprezentantki Stanów Zjednoczonych, które pokonały Rosjanki i ubiegłoroczne zwyciężczynie Brazylijki.
  - Brytyjczyk Chris Froome (Team Sky) zwyciężył w 102. edycji kolarskiego wyścigu Tour de France.
- 31 lipca – w Kuala Lumpur, podczas 128. sesji Międzynarodowego Komitetu Olimpijskiego, organizację zaplanowanych na 2022 rok XXIV Zimowych Igrzysk Olimpijskich przyznano Pekinowi.

### Sierpień
- 1 sierpnia – podczas Festiwalu Rzutów im. Kamili Skolimowskiej w Cetniewie, Polka Anita Włodarczyk jako pierwsza kobieta w historii przekroczyła granicę 80 metrów. Polka ustanowiła rekord świata w rzucie młotem wynikiem osiemdziesięciu jeden metrów i osiem centymetrów.
- 26 lipca–2 sierpnia – 48. Mistrzostwa Świata w łucznictwie w Kopenhadze. W klasyfikacji generalnej najlepsi okazali się Koreańczycy Południowi, którzy pokonali gospodarzy i Irańczyków.
- 2 sierpnia – podczas pierwszego dnia MŚ w pływaniu Szwedka Sarah Sjöström wynikiem 55,74 pobiła rekord świata na dystansie 100 metrów stylem motylkowym.
- 3 sierpnia – drugiego dnia MŚ w pływaniu ustanowione zostały trzy rekordy globu – na 800 metrów stylem dowolnym Amerykanka Katie Ledecky uzyskała czas 15:27,71, Sjöström rezultatem 55,64 ponownie poprawiła rekord na 100 metrów stylem motylkowym, natomiast Węgierka Katinka Hosszu wynikiem 2:06,12 poprawiła rekord na 200 metrów stylem zmiennym.
- 4 sierpnia – trzeciego dnia MŚ w pływaniu odnotowano trzy rekordy świata. Na 50 metrów stylem klasycznym najpierw najszybciej popłynął reprezentant RPA Cameron van der Burgh (26,62), natomiast potem Brytyjczyk Adam Peaty (26,42). Na 1500 metrów stylem dowolnym po raz drugi rekord poprawiła Ledecky, która przepłynęła ten dystans z czasem 15:25,48.
- 5 sierpnia – czwartego dnia MŚ w pływaniu trzykrotnie poprawiany był rekord świata na dystansie 4x100 metrów zmiennym sztafet mieszanych. Najpierw rekord pobili Rosjanie (w składzie: Darja Ustinowa, Kiriłł Prigoda, Daniił Pakhomow(inne języki) i Wieronika Popowa, z czasem 3:45,87), potem Amerykanie (w składzie: Ryan Murphy, Kevin Cordes, Kendyl Stewart(inne języki) i Lia Neal, z wynikiem 3:42,33), a na koniec Brytyjczycy (w składzie: Chris Walker-Hebborn, Adam Peaty, Siobhan-Marie O’Connor oraz Francesca Halsall, z czasem 3:41,71).
- 27 lipca-8 sierpnia – 16. Mistrzostwa Świata w piłce wodnej w rosyjskim Kazaniu. Wśród mężczyzn triumfowali Serbowie przed Amerykanami i Grekami, natomiast u kobiet zwyciężyły reprezentantki USA, które pokonały Holenderki. Podium dopełniły Włoszki.
- 8 sierpnia – przedostatniego dnia MŚ w pływaniu ustanowione zostały dwa rekordy globu – na 800 metrów stylem dowolnym najszybciej popłynęła Ledecky (z czasem 8:07,39), natomiast w sztafecie mieszanej 4x100 m stylem dowolnym Amerykanie (w składzie: Ryan Lochte, Nathan Adrian, Simone Manuel i Melissa Franklin rezultatem 3:23,05).
- 24 lipca-9 sierpnia – podczas Mistrzostw Świata w Pływaniu 2015 w klasyfikacji medalowej triumfowali Amerykananie (23 medale: 8 Z/10 S/5 B) przed Australijczykami (16 medali: 7 Z/3 S/6 B) i Chińczykami (13 medali: 5 Z/1 S/7 B). Polacy zdobyli trzy medale (1 S/2 B). Podczas zawodów padło 12 rekordów świata i 8 rekordów mistrzostw świata.
- 9–12 sierpnia – 79. edycja golfowego turnieju wielkoszlemowego Masters Tournament. Najlepszy okazał się Amerykanin Jordan Spieth(inne języki).
- 6–15 sierpnia – 41. Mistrzostwa Europy w boksie w bułgarskim Samokowie. W klasyfikacji generalnej zwyciężyli Rosjanie przed Irlandczykami i Brytyjczykami. Polacy zdobyli dwa medale.
- 10–16 sierpnia – 22. Mistrzostwa Świata w badmintonie w indonezyjskiej Dżakarcie. W klasyfikacji medalowej triumfowali reprezentanci Chin przed gospodarzami i Hiszpanią.
- 13–16 sierpnia – 97. edycja golfowego turnieju wielkoszlemowego PGA Championship. Po raz pierwszy w karierze triumfował w nim Australijczyk Jason Day(inne języki).
- 7–19 sierpnia – 14. Mistrzostwa Świata w netballu w Sydney. Po raz jedenasty w historii, w tym trzeci z rzędu, tytuł mistrzowski wywalczyli Australijczycy. W finale ponownie okazali się lepsi od Nowej Zelandii, których pokonali 58:55. Rezultatem 66:44 brąz zdobyli Anglicy, wygrywając pojedynek z Jamajczykami.
- 19–23 – 42. Mistrzostwa Świata w kajakarstwie klasycznym we włoskim Mediolanie. W końcowej klasyfikacji najlepsi okazali się Białorusini przed Niemcami i Węgrami. Reprezentanci Polski zdobyli cztery medale.
- 18–24 sierpnia – 19. Mistrzostwa Świata w biathlonie letnim w rumuńskim Cheile Grădiștei(inne języki). Najwięcej złotych medali zdobyli reprezentanci Ukrainy. Biegi wygrywali także zawodnicy pochodzący z Bułgarii, Słowacji, Rosji i Rumunii. Polki zdobyły trzy medale – dwa srebra Monika Hojnisz, natomiast brąz Magdalena Gwizdoń.
- 21–29 sierpnia – 15. Mistrzostwa Europy w hokeju na trawie mężczyzn w Londynie. W finale Holendrzy pokonali obrońców tytułu Niemców 6:1, natomiast w walce o brąz Irlandczycy wygrali z gospodarzami turnieju 4:2.
- 29 sierpnia – Podczas MŚ w Pekinie Amerykanin Ashton Eaton ustanowił nowy rekord świata w dziesięcioboju, uzyskują 9045 punktów.
- 22–30 sierpnia – 15. Mistrzostwa Świata w lekkoatletyce w Pekinie. W klasyfikacji generalnej zwyciężyli Kenijczycy przed Jamajczykami i Amerykanami. Polacy zdobyli osiem medali, w tym trzy złote – młociarzy Anity Włodarczyk (która ustanowiła nowy rekord mistrzostw wynikiem 80,85 metrów) i Pawła Fajdka oraz dyskobola Piotra Małachowskiego.
- 24–30 sierpnia – 30. Mistrzostwa Świata w judo w kazachskiej Astanie. Najwięcej złotych medali zdobyli Japończycy, którzy pokonali Francuzów i Koreańczyków Południowych.
- 30 sierpnia – zakończył się 104. sezon Indy Car Series. Po raz czwarty w karierze mistrzem serii został Nowozelandczyk Scott Dixon. Wśród zespołów najlepszy okazał się Chip Ganassi.

### Wrzesień
- 22 sierpnia-6 września – 12. Puchar Świata w piłce siatkowej kobiet w Japonii. Po raz czwarty w historii po to trofeum sięgnęły reprezentantki Chin, które pokonały Serbki i Amerykanki.
- 30 sierpnia-6 września – 45. Mistrzostwa Świata w wioślarstwie we francuskim Aiguebelette-le-Lac. Najwięcej medali zdobyli Brytyjczycy, którzy wyprzedziły Nowozelandczyków i Niemców.
- 31 sierpnia-6 września – 26. Mistrzostwa Świata w Kolarstwie Górskim w andorskim Vallnord. Najwięcej medali zdobyli Francuzi przed Szwajcarami i Brytyjczykami.
- 7–12 września – 12. Mistrzostwa Świata w zapasach w amerykańskim Las Vegas. Najwięcej medali zdobyli reprezentanci Rosji, którzy pokonali Amerykanów i Turków.
- 22 sierpnia–13 września – 70. edycja kolarskiego Vuelta a España. Wyścig wygrał Włoch Fabio Aru, a za nim rywalizację zakończyli reprezentant gospodarzy Joaquim Rodríguez i Polak Rafał Majka.
- 31 sierpnia–13 września – 13. edycja tenisowego turnieju wielkoszlemowego US Open. W grze pojedynczej triumfowali Serb Novak Đoković oraz Włoszka Flavia Pennetta. W deblu najlepsi okazali się Francuzi – Pierre-Hugues Herbert i Nicolas Mahut – oraz Szwajcarka i Hinduska – Martina Hingis i Sania Mirza. W rywalizacji miksta wygrali Hingis i Hindus Leander Paes.
- 9–13 września – 34. Mistrzostwa Świata w gimnastyce artystycznej w niemieckim Stuttgarcie. Rywalizację zdominowali Rosjanie. Podium klasyfikacji medalowej dopełnili Włosi i Białorusini.
- 19 września – zakończył się 15. sezon Indywidualnych mistrzostw Europy na żużlu. Tytuł mistrzowski obronił Rosjanin Emil Sajfutdinow.
- 5–20 września – 39. Mistrzostwa Europy w koszykówce mężczyzn, które organizowane były przez kilka państw – Chorwację, Francję, Łotwę i Niemcy. W finale Hiszpanie pokonali Litwinów 80:63. Jest to ich trzeci tytuł w historii rozgrywek. Brązowy medali wywalczyli obrońcy tytułu Francuzi, którzy wygrali z Serbami 81:68.
- 15–20 września – 37. Mistrzostwa świata w kajakarstwie górskim w Londynie. W klasyfikacji generalnej triumfowali Czesi przed Australijczykami i Niemcami. Polacy zdobyli srebrny medal za sprawą Mateusza Polaczyka.
- 20 września – zakończył się sezon 27. Mistrzostw Świata w triathlonie. Wśród mężczyzn po raz piąty, w tym po raz trzeci z rzędu zdobył Hiszpan Javier Gómez, natomiast u kobiet po raz drugi z rzędu najlepsza okazała się Amerykanka Gwen Jorgensen.
- 8–23 września – 12. Puchar Świata w piłce siatkowej mężczyzn w Japonii. W zawodach zwyciężyli Amerykanie, przed Włochami i Polakami.
- 18–27 września – 4. Halowe Mistrzostwa Świata w lacrossie w Irokezi. W finale Kanadyjczycy pokonali gospodarzy 12:8, natomiast w małym finale USA wygrała z Izraelem 15:4.
- 19–27 września – 88. Mistrzostwa Świata w kolarstwie szosowym w amerykańskim Richmond. Najwięcej medali zdobyli gospodarze, którzy wyprzedzili Niemców i Francuzów.
- 27 września – zakończył się 22. sezon Letniej Grand Prix w skokach narciarskich. W klasyfikacji generalnej triumfował Japończyk Kento Sakuyama. Najlepszą drużyną była reprezentacja Niemiec.
- 28 września – 58. Mistrzostwa Świata w kartingu we francuskim Essay. Po raz pierwszy w karierze po tytuł sięgnął Polak Karol Basz.

### Październik
- 2–11 października – odbyły się 6. Światowe Wojskowe Igrzyska Sportowe zawody dla sportowców-żołnierzy zorganizowane przez Międzynarodową Radę Sportu Wojskowego (CISM) w południowokoreańskim Mungyeongu. Liczba sportowców 8700 ze 110 krajów. Polska w klasyfikacji medalowej zajęła 5. miejsce.
- 4 października – zakończył się 14. sezon Letniego Pucharu Kontynentalnego w skokach narciarskich. W klasyfikacji generalnej zwyciężył Norweg Daniel-André Tande, natomiast najlepszą drużyną okazała się reprezentacja Polski. Podium uzupełnili Polacy – Dawid Kubacki i Maciej Kot.
- 5–18 października – 18. Mistrzostwa Świata w boksie amatorskim w katarskiej Dausze. W klasyfikacji medalowej triumfowali Kubańczycy przed Rosjanami i Azerami.
- 9–18 października – Mistrzostwa Europy w piłce siatkowej mężczyzn w Bułgarii i we Włoszech. W finale Francuzi pokonali Słoweńców 3:0, natomiast w walce o brąz zmierzyli się gospodarzy – lepsi wynikiem 3:1 okazali się reprezentanci Półwyspu Apenińskiego.
- 14–18 października – 6. Mistrzostwa Europy w kolarstwie torowym we szwajcarskim Grenchen. Klasyfikację medalową wygrała reprezentacja Wielkiej Brytanii przed Holendrami i Rosjanami. Tuż za podium znaleźli się Polacy, którzy pięciokrotnie stawali na podium. Złote medale zdobyli Katarzyna Pawłowska oraz Wojciech Pszczolarski, którzy dokonali tego w wyścigu punktowym.
- 18 października
  - zakończył się 28. sezon Mistrzostw Świata Superbike’ów. Mistrzostwo kierowców zdobył Brytyjczyk Jonathan Rea, natomiast konstruktorów Kawasaki.
  - zakończył się 17. sezon Mistrzostw Świata Supersportów. Po raz czwarty w karierze mistrzem serii został Turek Kenan Sofuoglu(inne języki). Tytuł wśród zespołów wywalczyło Kawasaki
  - zakończył się 39. sezon Mistrzostw Europy w wyścigach Rallycross. Po tytuł w kategorii „SuperCars” sięgnął Norweg Tommy Rustad w samochodzie VW Polo. W „Super1600s” najlepszy okazał się Łotysz Jānis Baumanis(inne języki), natomiast w klasie „TourningCars” Szwed Fredrik Salsten.
- 18 września-31 października – 8. Puchar Świata w rugby w Anglii. Tytuł mistrzowski obroniła reprezentacja Nowej Zelandii, która w finale pokonała Australijczyków 34:17. Trzecie miejsce wywalczyła drużyna z RPA, wygrywając z Argentyną 24:13.

### Listopad
- 25 października–1 listopada – 44. edycja tenisowego turnieju WTA Finals w Singapurze, uważanego za nieoficjalne mistrzostwa świata w tej dyscyplinie. Najlepszą singlistką została Polka Agnieszka Radwańska, natomiast deblem duet szwajcarsko-hinduski – Martina Hingis i Sania Mirza.
- 8 listopada – zakończył się 67. sezon Motocyklowych Mistrzostw Świata. W klasie królewskiej triumfował Hiszpan Jorge Lorenzo, w kategorii Moto2 Francuz Johann Zarco, natomiast w Moto3 Brytyjczyk Danny Kent.
- 14–15 listopada – 53. edycja tenisowego turnieju kobiecego – Pucharu Federacji, uznawanych za nieoficjalne mistrzostwa świata reprezentacji kobiet w tenisie. Tytuł obroniła reprezentacja Czech, która pokonała Rosjanki 3:2.
- 15 listopada – zakończył się 43. sezon Rajdowych Mistrzostw Świata. W klasie WRC-1 tytuł mistrzowski po raz drugi z rzędu obronił niemiecki team Volkswagena oraz ich kierowca, Francuz Sébastien Ogier. W kategorii WRC-2 mistrzostwo zdobyli Katarczyk Nasir al-Atijja oraz czeski zespół Škody. W klasie WRC-3 triumfował Francuz Quentin Gilbert oraz fiński zespół Printsport(inne języki). Gilbert został równie Mistrzem Świata Juniorów WRC. W ostatniej klasie, R-GT, wygrał jego rodak François Delecour.
- 21 listopada – zakończył się 4. sezon Mistrzostw Świata w Wyścigach Długodystansowych. W klasie LMP1 mistrzostwo wywalczyło Porsche oraz jedna z jego załóg – Australijczyk Mark Webber, Nowozelandczyk Brendon Hartley oraz Niemiec Timo Bernhard. W kategorii GT triumfował Austriak Richard Lietz z zespołu Porsche Team Manthey. W klasie LMP1 Private Teams Drivers’ Trophy wygrali kierowcy Rebellion Racing – Francuz Nicolas Prost oraz Szwajcar Mathias Beche. W kategorii LMP2 zwyciężyła załoga G-Drive Racing – Rosjanin Roman Rusinow, Francuz Julien Canal oraz Brytyjczyk Sam Bird. W klasie LMGTE wygrali kierowcy SMP Racing – Rosjanie Wiktor Szajtar i Aleksiej Basow oraz Włoch Andrea Bertolini.
- 15–22 listopada – 46. edycja turnieju ATP World Tour Finals w Londynie, uznawanego za nieoficjalne mistrzostwa świata tenisistów. Po raz czwarty z rzędu i piąty w karierze mistrzem został Serb Novak Djokovic. W grze podwójnej triumfował holendersko-rumuński skład – Jean-Julien Rojer i Horia Tecău.
- 20–28 listopada – 41. Mistrzostwa Europy w curlingu w duńskim Esbjergu. Wśród mężczyzn po raz trzeci z rzędu tytuł przypadł Szwedom, którzy w finale pokonali Szwajcarów 6:5. Brąz wywalczyli Norwegowie, wygrywając 7:4 z Finami. Wśród kobiet najlepsze okazały się Rosjanki, które w ostatecznej rozgrywce okazały się lepsze Szkotek stosunkiem punktów 6:4. Brąz przypadł Finkom, który pokonały Dunki 10:8.
- 20–29 listopada – Mistrzostwa Świata w podnoszeniu ciężarów w amerykańskim Houston. W klasyfikacji medalowej triumfowały Chiny przed Rosją i Kazachstanem
- 27–29 listopada – 104. edycja tenisowego turnieju męskiego – Pucharu Davisa, uznawanych za nieoficjalne mistrzostwa świata reprezentacji mężczyzn w tenisie. W finale Wielka Brytania pokonała Belgię 3:1
- 27 listopada – zakończył się 11. sezon Mistrzostw Świata Samochodów Turystycznych. Tytuł mistrzowski obroniła francuska stajnia Citroëna oraz ich kierowca, Argentyńczyk José María López.
- 29 listopada – zakończył się 66. sezon Formuły 1. Tytuł mistrzowski obronił niemiecki zespół Mercedes GP oraz ich kierowca, Brytyjczyk Lewis Hamilton.

### Grudzień
- 2–6 grudnia – Mistrzostwa Europy w Pływaniu na krótkim basenie 2015 w izraelskiej Netanji. Najwięcej medali zdobyli reprezentanci Węgier, którzy pokonali Włochów i Niemców. Polacy wywalczyli siedem krążków, w tym trzy złote – dwa Radosława Kawęckiego (na 100 i 200 metrów stylem grzbietowym) oraz jeden Tomasza Polewki (na 50 metrów tą samą techniką).
- 5–20 grudnia – 22. Mistrzostwa Świata w piłce ręcznej kobiet w Danii. Mistrzyniami świata zostały Norweżki, które w finale pokonały Holenderki. Brąz zdobyła reprezentacja Rumunii. Pokonały one w meczu o 3. miejsce Polki.

## Urodzili się
- 2 maja – Karolina z Cambridge, córka księcia i księżnej Cambridge, prawnuczka królowej brytyjskiej, Elżbiety II

## Zdarzenia astronomiczne

### Styczeń
- 1 stycznia:
  - (0:00) odległość Ziemia-Słońce: 0,9833 au
  - (0:00) równanie czasu E = –3 min 09,9 s
  - (1:00) data juliańska: JD 2 457 023,5
- 3 stycznia – maksimum roju Kwadrantydów ZHR = 120
- 4 stycznia:
  - (7:36) Ziemia w peryhelium, 147 096 202 km od Słońca
  - (23:35) początek 2159 obrotu Słońca
- 5 stycznia:
  - (5:53) pełnia Księżyca
  - (6:10) maksymalna szerokość ekliptyczna Księżyca, β =5°00′S
- 8 stycznia – (6:07) koniunkcja Księżyca 4,9°S z Jowiszem
- 9 stycznia – (19:18) Księżyc w apogeum, 405 414,7 km od Ziemi
- 10 stycznia:
  - (10:43) Słońce wstępuje w znak Wodnika (λ = 300°)
  - (20:14) koniunkcja Merkurego (0,6m) z Wenus (–3,9m) na 39′
- 12 stycznia – (16:33) Księżyc w węźle wstępującym, λ = 193°29′
- 13 stycznia – (10:47) ostatnia kwadra Księżyca
- 14 stycznia – (21:30) maksymalna elongacja Merkurego, 18,9°E od Słońca
- 16 stycznia – (13:10) Księżyc 1,8°N w koniunkcji z Saturnem
- 18 stycznia – (7:15) maksymalna deklinacja Księżyca, δ = –18°35′
- 19 stycznia – (10:44) maksymalna szerokość ekliptyczna Księżyca, β = 5°02′N
- 20 stycznia:
  - (7:27) Słońce wkracza do gwiazdozbioru Koziorożca
  - (11:08) Mars w bliskiej koniunkcji 13′N z Neptunem
  - (14:14) nów Księżyca
- 21 stycznia:
  - (17:04) Merkury rozpoczyna ruch wsteczny
  - (17:12) koniunkcja Księżyca 2,9°N z Merkurym
  - Księżyc w perygeum, 359 650,6 km od Ziemi
- 22 stycznia:
  - (2:44) koniunkcja Księżyca 5,4°N z Wenus
  - (23:26) koniunkcja Księżyca 3,7°N z Neptunem
- 23 stycznia – (3:07) koniunkcja Księżyca 3,8° z Marsem
- 25 stycznia:
  - (11:23) Księżyc w węźle zstępującym, λ = 12°14′
  - (12:26) bliska koniunkcja Księżyca 35′N z Uranem
- 27 stycznia – (5:49) pierwsza kwadra Księżyca
- 29 stycznia
  - koniunkcja Księżyca z Aldebaranem
  - (18:34) opozycja planetoidy Juno 1,336 au od Ziemi
- 30 stycznia – (12:45) koniunkcja dolna Merkurego ze Słońcem
- 31 stycznia – (2:00) maksymalna deklinacja Księżyca, δ = +18°31′[44]

### Luty
- 1 lutego:
  - (0:00) odległość Ziemia-Słońce: 0,9852 au
  - (0:00) równanie czasu E = –13 min 26,7 s
  - (1:00) data juliańska: JD 2 457 054,5
  - (7:20) maksymalna szerokość ekliptyczna Księżyca, β = 5°04′S
  - (7:44) początek 2160. obrotu Słońca
  - (18:35) Wenus w bliskiej koniunkcji 47′S z Neptunem
- 4 lutego:
  - (0:09) pełnia Księżyca
  - (6:30) koniunkcja Księżyca 5,0°S z Jowiszem
  - koniunkcja Księżyca z Regulusem
- 6 lutego:
  - (7:26) Księżyc w apogeum 406 156,4 km od Ziemi
  - (19:19) Jowisz w opozycji do Słońca, 4,346 au od Ziemi
- 8 lutego – (18:10) Księżyc w węźle wstępującym, λ = 190°51′
- 11 lutego:
  - (15:58) Merkury powraca do ruchu prostego
  - (17:45) minimum równania czasu: E = –14 min 11,3 s
- 12 lutego – (4:50) ostatnia kwadra Księżyca
- 13 lutego – (1:31) Księżyc 2,1°N w koniunkcji z Saturnem
- 14 lutego – (18:17) maksymalna deklinacja Księżyca, δ = –18°24′
- 15 lutego:
  - (15:32) opozycja planetoidy (8) Flora 1,286 au od Ziemi
  - (17:55) maksymalna szerokość ekliptyczna Księżyca, β = 5°09′N
- 16 lutego – (18:05) Słońce wkracza do gwiazdozbioru Koziorożca
- 17 lutego – (5:59) koniunkcja Księżyca 3,4°N z Merkurym
- 19 lutego:
  - (0:47) nów Księżyca
  - (0:50) Słońce wstępuje w znak Ryb (λ = 330°)
  - (8:29) Księżyc w perygeum 357 000,7 km od Ziemi
  - (11:48) koniunkcja Księżyca 3,6°N z Neptunem
- 21 lutego:
  - (0:29) Księżyc 2,0°N w koniunkcji z Wenus
  - (1:27) Księżyc 1,5°N w koniunkcji z Marsem
  - (17;06) Księżyc w węźle zstępującym, λ = 10°15′
  - (23:03) bardzo bliska koniunkcja Księżyca 18°N z Uranem
- 22 lutego – (6:12) Wenus w bliskiej koniunkcji 25′ z Marsem
- 24 lutego – elongacja zachodnia Merkurego
- 25 lutego – (18:14) pierwsza kwadra Księżyca
- 26 lutego – (6:54) koniunkcja Neptuna ze Słońcem
- 27 lutego – (8:20) maksymalna deklinacja Księżyca, δ = +18°20′
- 28 lutego:
  - (10:01) maksymalna szerokość ekliptyczna Księżyca, β = 5°13′S
  - (15:51) początek 2161. obrotu Słońca[44]

### Marzec
- 1 marca:
  - (0:00) odległość Ziemia-Słońce: 0,9906 au
  - (0:00) równanie czasu E = –12 min 28,6 s
  - (1:00) data juliańska: JD 2 457 082,5
- 3 marca – (5:51) koniunkcja Księżyca 5,3°S z Jowiszem
- 4 marca – (19:45) bardzo bliska koniunkcja Wenus 5°N z Uranem
- 5 marca – (19:05) Księżyc w apogeum 406 385,9 km od Ziemi
- 7 marca:
  - (6:48) opozycja planetoidy Iris
  - (22:05) Księżyc we wstępującym, λ = 189°47′
- 11 marca – (17:05) bliska koniunkcja Marsa 5′N z Uranem
- 12 marca:
  - (9:48) Księżyc 2,2°N w koniunkcji z Saturnem
  - (19:34) Słońce wkracza do gwiazdozbioru Ryb
- 13 marca – (18:48) ostatnia kwadra Księżyca
- 14 marca:
  - (2:39) maksymalna deklinacja Księżyca, δ = –18°15′
  - (14:05) Saturn rozpoczyna ruch wsteczny
- 15 marca – (1:21) maksymalna szerokość ekliptyczna Księżyca, β = 5°17′N
- 16 marca – (13:39) Wenus wkracza do gwiazdozbioru Barana
- 18 marca – (9:48) koniunkcja Merkurego 1,5°S z Neptunem
- 19 marca:
  - (0:44) koniunkcja Księżyca 3,5°N z Neptunem
  - (2:27) koniunkcja Księżyca 5,0°N z Merkurym
  - (20:37) Księżyc w perygeum 357 583,0 km od Ziemi
- 20 marca:
  - (9:40 początek) całkowitego zaćmienia Słońca (Saros 120) – W Polsce widoczne jako zaćmienie częściowe. Trasa zaćmienia przebiega głównie na morzu wzdłuż północnego Atlantyku. Rozpoczyna się przy południowym końcu Grenlandii i zakręca przeciwnie do ruchu wskazówek zegara na północny wschód, przechodzi między Islandią i Wielką Brytanią. Pierwsze lądowanie na Wyspach Owczych. Największe zaćmienie, trwające dwie minuty 47 sekund wystąpiło nieco na północ od wysp na Morzu Norweskim. Cień Księżyca opuścił Ziemię bardzo blisko bieguna północnego, na którym, wobec równonocy wiosennej przypadającej w tym czasie, Słońce pojawiło się po raz pierwszy od sześciu miesięcy[45].
  - (10:36) nów Księżyca
  - (10:46) maksymalna faza całkowitego zaćmienia Słońca
  - (12:10) koniec częściowego zaćmienia Słońca w Polsce
  - (23:45) Słońce w punkcie Barana – początek astronomicznej wiosny
- 21 marca:
  - (3:18) Księżyc w węźle zstępującym, λ = 9°45′
  - (12:13) bardzo bliska koniunkcja Księżyca, 6,5°N z Uranem
  - (23:50) bliska koniunkcja Księżyca, 56′S z Marsem
- 22 marca – (22:31) Księżyc, 2,8°S w koniunkcji z Wenus
- 26 marca – (15:31) maksymalna deklinacja Księżyca, δ = +18°14′
- 27 marca:
  - (8:43) pierwsza kwadra Księżyca
  - (15:45) maksymalna szerokość ekliptyczna Księżyca, β = 5°17′S
- 29 marca – (2:00) zmiana czasu na letni z 2.00 na 3.00
- 30 marca:
  - (4:51) Mars wkracza do gwiazdozbioru Barana
  - (9:14) Koniunkcja Księżyca 5,4° z Jowiszem[44]

### Kwiecień
- 1 kwietnia:
  - (0:00) odległość Ziemia-Słońce: 0,999 au
  - (0:00) równanie czasu E = –4 min 06,6 s
  - (2:00) data juliańska: JD 2 457 113,5
  - (15:01) Księżyc w apogeum (406 013,6 km)
- 4 kwietnia:
  - (5:18) Księżyc w węźle wstępującym, λ = 189°48′
  - (10:10) Ziemia w średniej odległości od Słońca: 1,000 au
  - (14:06) maksymalna faza całkowitego zaćmienia Księżyca (w Polsce niewidoczne)
  - (14:06) pełnia Księżyca
- 6 kwietnia – (16:07) koniunkcja Urana ze Słońcem
- 7 kwietnia – (14:56) Wenus wkracza do gwiazdozbioru Byka
- 8 kwietnia:
  - (14:19) bliska koniunkcja Merkurego28′S z Uranem
  - (15:29) koniunkcja Księżyca, z Saturnem
- 10 kwietnia:
  - (8:33) koniunkcja górna Merkurego ze Słońcem (0,8°S)
  - (9:45) maksymalna deklinacja Księżyca, δ = –18°15′
- 11 kwietnia:
  - (8:45) maksymalna szerokość ekliptyczna Księżyca, β = 5°17′N
  - (~20:00) koniunkcja Wenus z Plejadami w odległości 2,5°S
- 12 kwietnia – (5:44) ostatnia kwadra Księżyca
- 15 kwietnia – (12:51) koniunkcja Księżyca 3,5°N z Neptunem
- 17 kwietnia:
  - (5:48) Księżyc w perygeum, 361 024,6 km od Ziemi
  - (15:06) Księżyc w węźle wstępującym, λ = 9°47′
- 18 kwietnia:
  - (2:35) bardzo bliska koniunkcja Księżyca 2′S z Uranem
  - (20:57) nów Księżyca
- 19 kwietnia:
  - (8:34) Słońce wkracza do gwiazdozbioru Barana
  - (12:39) opozycja planetoidy Massalia, 1,456 au od Ziemi
  - (15:11) Księżyc 3,4°S w koniunkcji z Merkurym
  - (22:38) koniunkcja Księżyca 3,0°S z Marsem
- 20 kwietnia – (11:42) Słońce wstępuje w znak Byka (λ = 30°)
- 21 kwietnia:
  - (19:50) zakrycie brzegowe Aldebarana przez Księżyc
  - (21:52) koniunkcja Księżyca 6,6°S z Wenus
- 23 kwietnia:
  - (1:29) maksymalna deklinacja Księżyca, δ = +18°17′
  - maksimum aktywności roju Lirydów
- 25 kwietnia – (0:27) maksymalna szerokość ekliptyczna Księżyca, β = 5°07′
- 26 kwietnia:
  - (1:55) pierwsza kwadra Księżyca
  - (17:03) koniunkcja Księżyca 5,3°S z Jowiszem
- 29 kwietnia – (5:55) Księżyc w apogeum (405 082,9 km)[44]

### Maj
- 1 maja – (11:49) Księżyc w węźle wstępującym, λ = 189°36′
- 3 maja – (7:27) Mars wkracza do gwiazdozbioru Byka
- 4 maja – (5:22) pełnia Księżyca
- 5 maja – (18:37) Księżyc w koniunkcji z Saturnem 2,0°N
- 6 maja – maksimum aktywności roju Eta Akwarydów
- 7 maja:
  - (6:49) maksymalna elongacja Merkurego, 21,2°E od Słońca
  - (15:39) maksymalna deklinacja Księżyca, δ = –18°20′
- 8 maja – (9:11) Wenus wkracza do gwiazdozbioru Bliźniąt
- 9 maja – maksimum aktywności roju Eta Lirydów
- 11 maja – (12:36) Ostatnia kwadra Księżyca
- 12 maja:
  - (20:51) Saturn powraca do gwiazdozbioru Wagi
  - (21:02) koniunkcja Księżyca, 3,3°N z Neptunem
- 14 maja:
  - (20:03) Słońce wkracza do gwiazdozbioru Barana
  - (22:37) Księżyc w węźle zstępującym, λ = 9°03′
- 15 maja:
  - (2:18) Księżyc w perygeum (366 025,9 km)
  - (14:03) bliska koniunkcja Księżyca 0,2°S z Uranem
- 18 maja:
  - (6:13) nów Księżyca
  - (19:25) koniunkcja Księżyca 4,6°S z Marsem
- 19 maja – (10:05) koniunkcja Księżyca 5,7° z Merkurym
- 20 maja – (11:41) maksymalna deklinacja Księżyca, δ = +18°23′
- 21 maja:
  - (10:45) Słońce wstępuje w znak Bliźniąt (λ = 60°)
  - (19:06) koniunkcja Księżyca 7,9°S z Wenus
- 23 maja – (3:35) Saturn w opozycji do Słońca, 8,967 au od Ziemi
- 24 maja – (6:05) koniunkcja Księżyca 5,0° z Jowiszem
- 25 maja – (19:19) pierwsza kwadra Księżyca
- 27 maja:
  - (0:12) Księżyc w apogeum (404 245,2 km)
  - (12:36) koniunkcja Merkurego 1,6°S z Marsem
- 28 maja – (16:41) Księżyc w węźle wstępującym, λ = 188°11′
- 29 maja – Księżyc w koniunkcji ze Spicą
- 30 maja – (18:56) koniunkcja dolna Merkurego ze Słońcem 2,1°S[44]

### Czerwiec
- 1 czerwca – (22.20) Księżyc 1,9°N w koniunkcji z Saturnem
- 2 czerwca – (18:19) pełnia Księżyca
- 3 czerwca:
  - (9:03) Wenus wkracza do gwiazdozbioru Raka
  - (23:13) maksymalna deklinacjaKsiężyca, δ = 18°26′
- 6 czerwca – (20:29) maksymalna elongacja Wenus, 45,4°E od Słońca
- 9 czerwca:
  - (2:56) koniunkcja Księżyca 3,1°N z Neptunem
  - (17:42) ostatnia kwadra Księżyca
- 10 czerwca:
  - (5:13) Jowisz wkracza do gwiazdozbioru Lwa
  - (6:44) Księżyc w perygeum 369 712,5 km od Ziemi
- 11 czerwca:
  - (1:29) Księżyc w węźle zstępującym, λ = 7°oo′
  - (22:44) bliska koniunkcja Księżyca 0,5°S z Uranem
- 12 czerwca – opozycja planetoidy Pallas
- 14 czerwca – (17:56) koniunkcja Marsa ze Słońcem
- 15 czerwca – (4:26) b. bliska koniunkcja Księżyca 0,045°S z Merkurym
- 16 czerwca:
  - (15:05) koniunkcja Księżyca 5,5°S z Marsem
  - (16:05) nów Księżyca
  - (21:46) maksymalna deklinacja Księżyca, δ = +18°27′
- 20 czerwca:
  - (9:58) koniunkcja Księżyca 3,7°S z Wenus
  - (22:37) koniunkcja Księżyca 4,5°S z Jowiszem
- 21 czerwca – (18:38) rozpoczyna się astronomiczne lato, Słońce wstępuje w znak Raka (λ = 90°)
- 22 czerwca – (3:29) Słońce wkracza do gwiazdozbioru Bliźniąt
- 23 czerwca – (19:00) Księżyc w apogeum, 404 135,6 km od Ziemi
- 24 czerwca:
  - (13:03) pierwsza kwadra Księżyca
  - (19:07) maksymalna elongacja Merkurego, 22,5°W od Słońca
  - (19:24) Księżyc w węźle wstępującym, λ = 185°33′
- 25 czerwca – (4:22) Mars wkracza do gwiazdozbioru Bliźniąt
- 26 czerwca – (5:03) Wenus wkracza do gwiazdozbioru Lwa
- 27 czerwca – maksimum aktywności Botydów Czerwcowych
- 29 czerwca – (3:50) Księżyc 1,9°N w koniunkcji z Saturnem[44]

### Lipiec
- 1 lipca:
  - (8:49) maksymalna deklinacja Księżyca
  - (9:50) Wenus, Ziemia i Jowisz znajdą się w linii prostej względem siebie.
- 2 lipca – (4:20) pełnia księżyca (tzw. super pełnia).
- 5 lipca – (20:52) Księżyc w perygeum (367 090,4 km).
- 6 lipca:
  - (8:29) koniunkcja Księżyca 2,9°N z Neptunem
  - (21:40) Ziemia w aphelium (152 093 480 km).
- 8 lipca:
  - (2:06) Księżyc w węźle zstępującym, λ = 4°12′
  - (22:24) ostatnia kwadra Księżyca
- 9 lipca – bliska koniunkcja Księżyca 45′S z Uranem
- 14 lipca:
  - (6:19) maksymalna deklinacja Księżyca, β = +18°25′
  - przelot sondy New Horizons w pobliżu Plutona
- 15 lipca:
  - (7:10) koniunkcja Księżyca 5,5°S z Merkurym
  - (9:49) koniunkcja Księżyca 5,8° Marsem
- 16 lipca:
  - (3:24) nów Księżyca
  - (6:13) bardzo bliska koniunkcja Merkurego 8′S z Marsem
- 18 lipca:
  - (16:50) Księżyc w koniunkcji z Jowiszem.
- 19 lipca – (2:49) bliska koniunkcja Księżyca 24′S z Wenus
- 21 lipca:
  - (8:17) Słońce wkracza do gwiazdozbioru Raka
  - (13:02) Księżyc w apogeum 404 837,0 km
  - (21:32) Księżyc w węźle wstępującym, λ = 182°48′
- 23 lipca:
  - (5:30) Słońce wstępuje w znak Lwa
  - (19:27) koniunkcja górna Merkurego ze Słońcem (1,6°)
- 24 lipca – (6:04) pierwsza kwadra Księżyca
- 25 lipca:
  - (11:30) Wenus rozpoczyna ruch wsteczny w długości ekliptycznej
  - (22:52) opozycja planety karłowatej Ceres, 1,947 au od Ziemi.
- 26 lipca:
  - (8:30) Uran rozpoczyna ruch wsteczny w długości ekliptycznej
  - (11:14) koniunkcja Księżyca 2,2°N z Saturnem
- 28 lipca:
  - (19:31) maksymalna deklinacja Księżyca, δ = –18°21′
  - maksimum aktywności roju Piscis Austrinidów.
- 30 lipca:
  - maksimum aktywności roju Alfa-Capricornidów.
  - maksimum aktywności roju Południowych delta-Akwarydów[44].
- 31 lipca – (12:43) pełnia księżyca.

### Sierpień
- 2 sierpnia:
  - (6:50) Saturn powraca do ruchu prostego w długości ekliptycznej
  - (12:03) Księżyc w perygeum (362 132,4 km).
  - (15:27) koniunkcja Księżyca 2,8°N z Neptunem
- 4 sierpnia – (4:52) Księżyc w węźle zstępującym, λ = 1°53′
- 5 sierpnia – (11:21) koniunkcja Księżyca 1,0° z Uranem
- 7 sierpnia:
  - (4:03) ostatnia kwadra Księżyca
  - (9:08) bliska koniunkcja Merkurego 32′N z Jowiszem
- 9 sierpnia – (1:09) Koniec zakrycia 0,9m Aldebarana przez Księżyc
- 10 sierpnia – (13:08) maksymalna deklinacja Księżyca, δ = 18°17′
- 11 sierpnia – (7:25) Słońce wkracza do gwiazdozbioru Barana
- 13 sierpnia:
  - (3:59) koniunkcja Księżyca 5,5°S z Marsem.
  - maksimum aktywności roju Perseidów.
- 14 sierpnia:
  - (16:53) nów Księżyca
  - (2o:25) koniunkcja Księżyca 4,5°N z Wenus.
- 15 sierpnia:
  - (11:26) Księżyc 3,5° w koniunkcji z Jowiszem.
  - (20:41) opozycja planetoidy Lutetia, 1,031 au od Ziemi.
  - (21:21) koniunkcja dolna Wenus ze Słońcem (7,8°S)
- 16 sierpnia – (14:47) Księżyc 1,9°S w koniunkcji z Merkurym.
- 18 sierpnia:
  - (1:06) Księżyc w węźle wstępującym, λ = 181°07′.
  - (4:33) Księżyc w apogeum (405 846,3 km).
  - maksimum aktywności Kappa Cygnidów.
- 20 sierpnia – Mars na tle gromady otwartej M44.
- 22 sierpnia:
  - (20:01) Księżyc 2,5°N w koniunkcji z Saturnem.
  - (21:31) Pierwsza kwadra Księżyca
- 23 sierpnia – (12:37) Słońce wstępuje w znak Panny (λ = 150°).
- 25 sierpnia – (5:41) maksymalna deklinacja Księżyca, δ = –18°12′
- 27 sierpnia – (0:01) koniunkcja Jowisza ze Słońcem.
- 29 sierpnia – (20:35) pełnia księżyca.
- 30 sierpnia:
  - (0:19) koniunkcja Księżyca 2,8° z Neptunem.
  - (17:21) Księżyc w perygeum (358 288,1 km)
- 31 sierpnia – Księżyc w węźle zstępującym, λ =0°51′[44]

### Wrzesień
- 1 września
  - maksimum aktywności roju Aurygidów
  - (5:37) opozycja Neptuna, 28,953 au od Ziemi
  - (18:37) koniunkcja Księżyca 1,0°S z Uranem
- 4 września – (12:19) maksymalna elongacja Merkurego, 27,2° E od Słońca
- 5 września – (11:54) ostatnia kwadra Księżyca
- 6 września:
  - (6:36) opozycja planetoidy Metis
  - (10:08) Wenus powraca do ruchu prostego w długości ekliptycznej
- 9 września – maksymalna aktywność Wrześniowych Perseidów
- 10 września:
  - (9:23) Księżyc 2,6° w koniunkcji z Wenus
  - (21:58) koniunkcja Księżyca 4,6°S z Marsem
- 12 września – (5:44) Księżyc 3,1° w koniunkcji z Jowiszem
- 13 września:
  - (8:41) nów Księżyca
  - częściowe zaćmienie Słońca (Saros| 125) (w Polsce niewidoczne) (maksymalna faza 8:54). Drugie zaćmienie w 2015 było niewielkim zaćmieniem częściowym widocznym tylko z części południowej Afryki i Antarktydy. Największe zaćmienie wystąpiło na Antarktydzie na Ziemi Królowej Maud[45].
- 14 września:
  - (6:38) Księżyc w węźle wstępującym, λ = 180°45′
  - (13:27) Księżyc w apogeum (406 470,5 km) (najdalsze w roku)
- 15 września – (12:33) Księżyc w koniunkcji 5,1° z Merkurym
- 17 września:
  - (8:33) Słońce wkracza do gwiazdozbioru Panny
  - (19:36) Merkury rozpoczyna ruch wsteczny w długości ekliptycznej
- 19 września – (5:39) koniunkcja Księżyca 2,8°N z Saturnem
- 21 września – (10:59) pierwsza kwadra Księżyca
- 23 września – (10:21) rozpoczyna się astronomiczna jesień (Słońce wstępuje w znak Wagi)
- 25 września – opozycja planetoidy Westa, 1,427 au od Ziemi
- 26 września – (10:10) koniunkcja Księżyca 2,9°N z Neptunem
- 27 września – (23:05) Księżyc w węźle zstępującym, λ = 0°48′
- 28 września:
  - (3:46) Księżyc w perygeum (356 882,6 km) (najbliższe w roku)
  - (maksymalna faza 4:47) całkowite zaćmienie Księżyca (wid. w pierwszej części)
  - (4:51) pełnia księżyca
- 29 września:
  - (3:29) koniunkcja Księżyca 1,0°S z Uranem
  - opozycja planetoidy Westa
- 30 września – koniunkcja dolna Merkurego ze Słońcem (2,4°S)[44]

### Październik
Na początku miesiąca Słońce wschodzi o 6:36 i zachodzi o 18:15. Pod koniec miesiąca dzień trwa od 6:29 do 16:10. Maksymalna wysokość Słońca nad horyzontem maleje z 34,6° do 23,7°.
- 3 października – (1:13) opozycja planetoidy Eunomia, 1,206 au od Ziemi
- 4 października – (23:06) ostatnia kwadra Księżyca
- 8 października – (22:00) bliska koniunkcja Księżyca 40′S z Wenus
- 9 października:
  - (16:04) koniunkcja Księżyca 3,3°S z Marsem
  - (16:40) Merkury powraca do ruchu prostego w długości ekliptycznej
  - (23:23) koniunkcja Księżyca z Jowiszem
  - maksimum aktywności roju Drakonidów
- 10 października:
  - Księżyc w koniunkcji z Jowiszem
  - maksimum aktywności roju Południowych Taurydów
- 11 października:
  - (12:54) Księżyc w węźle wstępującym, λ = 180°50′
  - (13:12) bliska koniunkcja Księżyca 54′S z Merkurym
  - (15:18) Księżyc w apogeum (406 389,4 km)
- 12 października – (5:49) Uran w opozycji do Słońca, 18,984 au od Ziemi
- 13 października – nów Księżyca
- 16 października:
  - (5:16) maksymalna elongacja Merkurego, 18,1°W od Słońca
  - (16:06) Księżyc 2,9°N w koniunkcji z Saturnem
- 18 października – (0:39) bliska koniunkcja Marsa 23′N z Jowiszem
- 19 października – maksimum aktywności epsilon Geminidów
- 20 października – (22:31) pierwsza kwadra Księżyca
- 22 października – maksimum aktywności roju Orionidów
- 23 października:
  - (19:16) koniunkcja Księżyca 2,9°N z Neptunem
  - (19:47) Słońce wstępuje w znak Skorpiona (λ=210°)
- 25 października:
  - (5:41) opozycja planetoidy Amphitrite, 1,397 au od Ziemi
  - (8:36) Księżyc w węźle zstępującym, λ =0°33′
  - (21:02) koniunkcja Wenus 1,0°S z Jowiszem
  - maksimum aktywności Leo Minorydów
  - zmiana czasu na zimowy z 3.00 na 2.00
- 26 października:
  - (8:13) maksymalna elongacja Wenus, 46,4°W od Słońca
  - (11:57) bliska koniunkcja Księżyca z Uranem
  - (14:01) Księżyc w perygeum (358 461 km)
- 27 października – (13:05) pełnia księżyca
- 29 października – (23:00) zakrycie 0,9m Aldebarana przez Księżyc (do 0:09)
- 31 października:
  - (19:52) Słońce wkracza do gwiazdozbioru Wagi
  - Nad Polską i Czechami widoczny był o godzinie 19.05 przelot bolidu[44]

### Listopad
Na początku miesiąca Słońce wschodzi o 6:31 by zajść o 16:08. Pod koniec listopada obie te pory przesuwają się na 7:21 i 15:28. Oznacza to długie noce, ale i krótkie dni, podczas których Słońce unosi się ponad horyzontem na wysokość zaledwie 23,4°, a pod koniec miesiąca tylko 16,1°. Na południowej stronie wieczornego nieba króluje Pegaz z Andromedą i Pegaz. Nisko nad horyzontem zobaczymy Ryby i Wieloryba. Wschodzą Byk, Orion i Bliźnięta.
- 3 listopada:
  - (2:09) bliska koniunkcja Wenus 41′S z Marsem
  - (13:24) ostatnia kwadra Księżyca
- 6 listopada – (15:03) Księżyc w koniunkcji z Jowiszem 2,2°S
- 7 listopada:
  - (9:23) Księżyc w koniunkcji z Marsem 1,7°S
  - (13:47) Księżyc w koniunkcji z Wenus 1,2°S
  - (16:54) Księżyc w węźle wstępującym, λ = 180°07′
  - (22:50) Księżyc w apogeum, 405 722,1 km od Ziemi
- 11 listopada:
  - (10:48) koniunkcja Księżyca 3,2°N z Merkurym
  - (18:47) nów Księżyca
- 12 listopada – maksimum aktywności roju Północnych Taurydów
- 13 listopada – (2:46) koniunkcja Księżyca 3,0°N z Saturnem
- 17 listopada – (13:59) koniunkcja górna Merkurego ze Słońcem (0,2°S)
- 18 listopada:
  - (~5:00) maksimum aktywności roju Leonidów
  - (17:20) Neptun powraca do ruchu prostego w długości ekliptycznej
- 19 listopada – (7:27) pierwsza kwadra Księżyca
- 20 listopada – (1:25) koniunkcja Księżyca 2,7°N z Neptunem
- 21 listopada – (14:56) Księżyc w węźle zstępującym, λ = 359°01′
  - (16:25) Słońce wstępuje w znak Strzelca (λ = 240°)
  - (20:15) bliska koniunkcja Księżyca 54′S z Uranem
  - maksimum aktywności alfa Monocerotydów
- 23 listopada:
  - (21;10) Księżyc w perygeum (362 818,2 km)
  - (22:38) Słońce wkracza do gwiazdozbioru Skorpiona
- 25 listopada:
  - (5:56) koniunkcja Merkurego 2,7°S z Saturnem
  - (23::) pełnia księżyca
- 29 listopada – zakrycie 3,6m lambda Tauri przez Księżyc 6:16 do 6:52
- 30 listopada:
  - (1:15) koniunkcja Saturna ze Słońcem
  - (10:48) Słońce wkracza do gwiazdozbioru Wężownika[44]

### Grudzień
22 grudnia o godzinie 5:48 początek zimy. Okolice tej daty to najdłuższe i najciemniejsze noce: Słońce przebywa nad horyzontem od 7:44 do 15:26, wznosząc się na wysokość zaledwie 14,3°. 24 grudnia możemy liczyć na Wegę, widoczną od wczesnego wieczoru na północno-zachodnim niebie. Na północnym wschodzie widoczna jest jasna Kapella z Woźnicy. Koło osiemnastej dołączą do niej gwiazdy Oriona. Syriusz, najjaśniejsza gwiazda nocnego nieba, wschodzi koło dwudziestej.
- 3 grudnia – (8:40) ostatnia kwadra Księżyca
- 4 grudnia:
  - (5:58) Księżyc w koniunkcji z Jowiszem 1,7°S
  - (19:34) Księżyc w węźle wstępującym, λ = 177°49′
- 5 grudnia – (15:55) Księżyc w apogeum (404 800,7 km)
- 6 grudnia – (3:36) Księżyc w koniunkcji z Marsem 5,5′S 3:36 (b. bliska)
- 7 grudnia – (18:25) Księżyc w koniunkcji z Wenus 38′N
- 9 grudnia – maksimum aktywności roju Monocerotydów
- 10 grudnia:
  - (15:01) opozycja planetoidy (16) Psyche, 1,701 au od Ziemi
  - (16:02) koniunkcja Księżyca 3,1°N z Saturnem
- 11 grudnia – (11:29) nów Księżyca
- 12 grudnia:
  - (14:42) koniunkcja Księżyca 7,2°N z Merkurym
  - maksimum aktywności roju sigma Hydrydów
- 14 grudnia – (~19:00) maksimum aktywności roju Geminidów
- 16 grudnia – maksimum aktywności roju Coma Berenicydów
- 17 grudnia – (7:19) koniunkcja Księżyca 2,5°N z Neptunem
- 18 grudnia:
  - (16:13) Księżyc w węźle zstępującym, λ = 356°08′
  - (16:14) pierwsza kwadra Księżyca
  - (18:13) Słońce wkracza do gwiazdozbioru Strzelca
- 20 grudnia – (2:35) koniunkcja Księżyca 1,1°S z Uranem
- 21 grudnia – Księżyc w perygeum (368 423,4 km)
- 22 grudnia:
  - (5:48) rozpoczyna się astronomiczna zima
  - (6:3) Słońce wkracza w znak Koziorożca (λ = 270°)
- 23 grudnia:
  - maksimum aktywności roju Ursydów
  - (19:23) zakrycie 0,9m Aldebarana przez Księżyc (do 20:32)
- 25 grudnia:
  - (2:41) opozycja planetoidy Euterpe, 0,959 au
  - (12:12) pełnia księżyca
- 26 grudnia – (4:10) Uran powraca do ruchu prostego w długości ekliptycznej
- 29 grudnia – (4:11) maksymalna elongacja Merkurego, 19,7°E od Słońca
- 31 grudnia:
  - (17:49) Księżyc w koniunkcji z Jowiszem 1,4°S 17:49[44]
  - (21:19) Księżyc w węźle wstępującym, λ = 174°39′
- luty 2015–lipiec 2015 – badanie bezpośrednie planetoidy Ceres za pomocą sondy kosmicznej Dawn. Misja ma na celu zbadanie składu i struktury planetoidy, która najprawdopodobniej jest złożona z pierwotnej materii Układu Słonecznego o znaczącej zawartości wody

## Nagrody Nobla
- z medycyny i fizjologii – William Campbell, Satoshi Ōmura i Tu Youyou
- z fizyki – Takaaki Kajita i Arthur B. McDonald
- z chemii – Tomas Lindahl, Paul Modrich i Aziz Sancar
- z literatury – Swiatłana Aleksijewicz
- pokojowa – Tunezyjski Kwartet na rzecz Dialogu Narodowego
- z ekonomii – Angus Deaton

## Święta ruchome
- Tłusty czwartek: 12 lutego
- Ostatki: 17 lutego
- Popielec: 18 lutego
- Niedziela Palmowa: 29 marca
- Wielki Czwartek: 2 kwietnia
- Wielki Piątek: 3 kwietnia
- Pamiątka śmierci Jezusa Chrystusa: 3 kwietnia
- Wielka Sobota: 4 kwietnia
- Wielkanoc: 5 kwietnia
- Poniedziałek Wielkanocny: 6 kwietnia
- Wniebowstąpienie Pańskie: 14 maja
- Zesłanie Ducha Świętego: 24 maja
- Boże Ciało: 4 czerwca